# ボリビア

ボリビア多民族国
Estado Plurinacional de Bolivia（スペイン語）
Bulibiya Suyu（ケチュア語）
Tetã Volívia（グアラニー語）
Buliwiya Mama Llaqta（アイマラ語）

国の標語：La unión es la fuerza!
（スペイン語: 統一は力なり）
国歌：Himno Nacional de Bolivia（スペイン語）
ボリビアの国歌

1. 
2. 

ボリビア多民族国（ボリビアたみんぞくこく、西: Estado Plurinacional de Bolivia、ケチュア語: Buliwiya Mama Llaqta、アイマラ語: Bulibiya Suyu）、通称ボリビアは、南アメリカ大陸西部にある立憲共和制国家。憲法上の首都はスクレだが、ラパスが実質的な首都機能を担っており、議会をはじめとした政府主要機関が所在する。ラパスは標高3600メートルで、世界で最も高所にある首都となっている。
太平洋戦争で敗れてチリに太平洋海岸部の領土を奪われて以降は内陸国となっており、南西はチリ、北西はペルー、北東はブラジル、南東はパラグアイ、南はアルゼンチンと国境を接する。

## 概要
国土面積は約110万平方キロメートルで、日本の約3.3倍。アメリカ大陸では8番目に、ラテンアメリカでは6番目に、世界的には27番目に大きい国であるが、上記のように領土を隣国に奪われる前はさらに広かった。ボリビアは太平洋岸領土の奪還を諦めておらず、チチカカ湖や河川で活動するボリビア海軍（兵力4800人）を保持しているほか、3月23日を海の日 (ボリビア)と定め、国際司法裁判所に提訴（2018年に「チリは交渉に応じる義務はないが、善隣の精神に基づいた対話継続を妨げない」との判断が示された）するなどしている。
かつて「黄金の玉座に座る乞食」と形容されたように、豊かな天然資源を持つにもかかわらず実際には貧しい状態が続いており、現在もラテンアメリカ貧国の一つである。推定1万4000人の日系ボリビア人がおり、日本人町もある。

## 国名

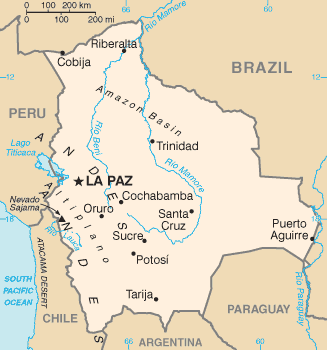

公用語による正式名称は、スペイン語で Estado Plurinacional de Bolivia。公式のケチュア語表記は Bulibiya Suyu, 公式のアイマラ語表記は Buliwya である。通称は Bolivia [boˈliβia] ( 音声ファイル)。
2009年3月18日に、それまでのRepública de Bolivia（ボリビア共和国）から現国名へ変更した。
公式の英語表記は Plurinational State of Bolivia。通称は Bolivia [bəˈliviə] ( 音声ファイル) となっている。
日本語の表記は、ボリビア多民族国。通称は、ボリビア。また、ボリヴィアとも表記される。また公式ではないが、漢字表記としては、「暮利比亜」「保里備屋」「玻里非」「波力斐」などが使われる。漢字一文字の略称では「暮国」が使われることが多い。
国家の独立前はアルト・ペルー（上ペルー、高地ペルー）と呼ばれていたが、独立に際してラテンアメリカの解放者として知られるシモン・ボリバル将軍と、アントニオ・ホセ・デ・スクレ将軍に解放されたことを称えて、国名をボリビア、首都名をスクレ（旧チャルカス）と定めた。

## 歴史

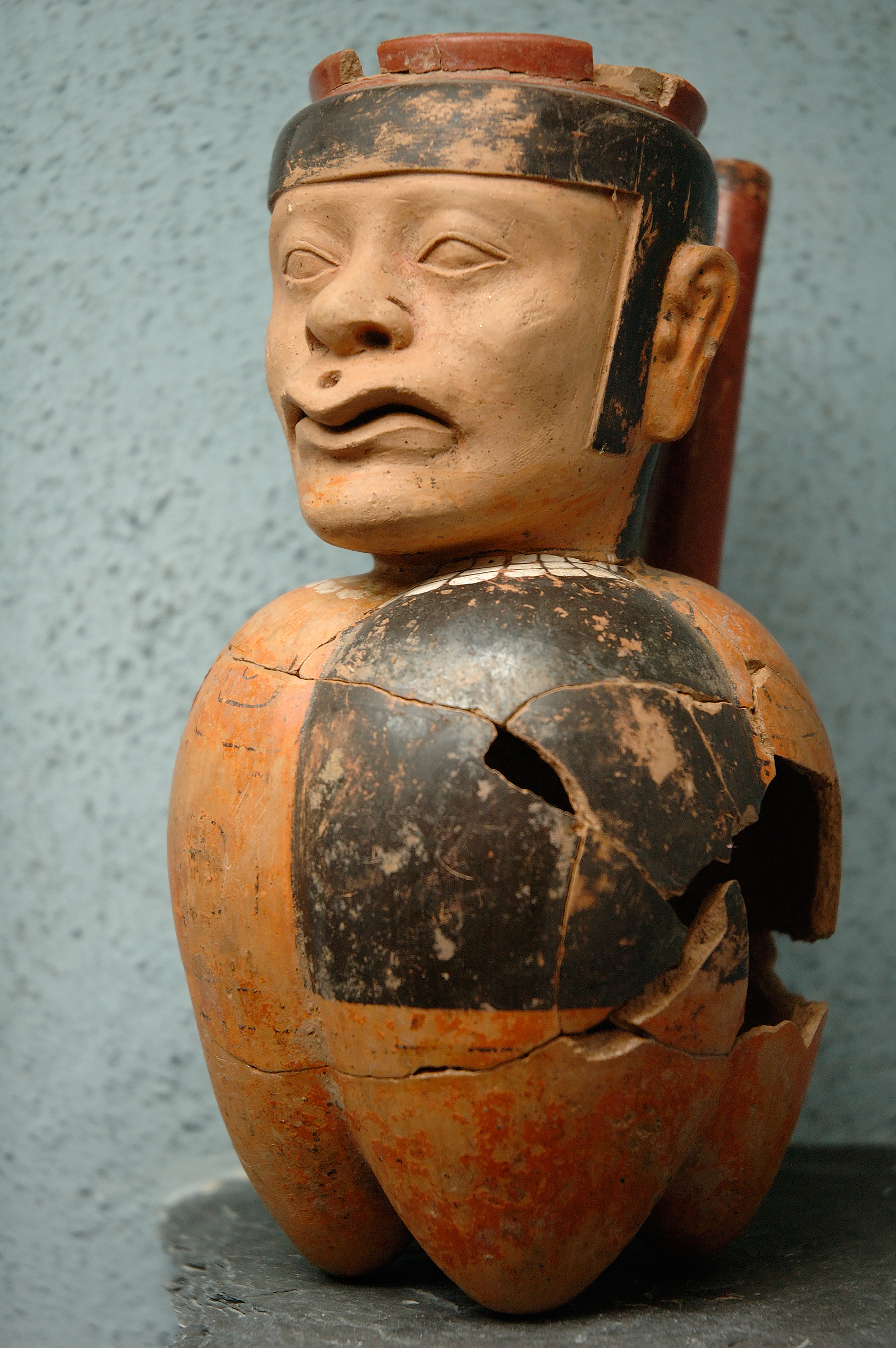
ティワナク文明の遺産

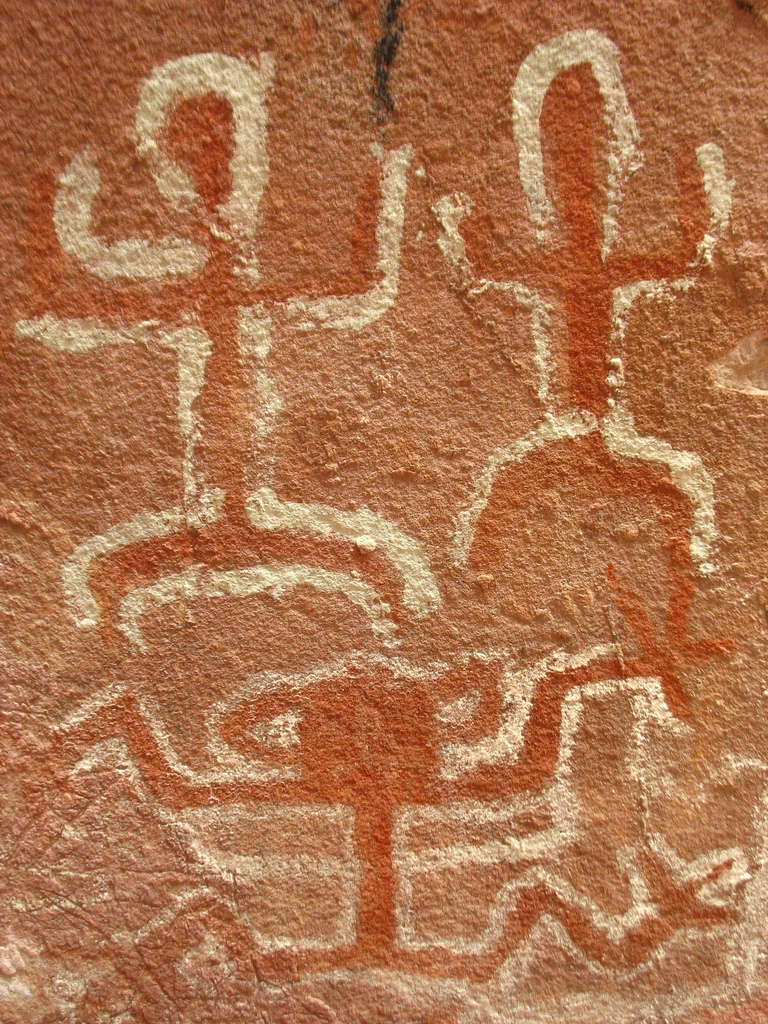
2,000年以上昔のインカマチャイの壁画

### 先コロンブス期の発展
- 紀元前1500年ごろから紀元前250年ごろ：チリパ文化が栄える。
- 5世紀から12世紀ごろ：ティワナク文化が栄える。
- 12世紀ごろから1470年ごろ：チチカカ湖沿岸にアイマラ諸王国が栄える。
- 1470年ごろから1532年：アイマラ諸王国がクスコに拠点を置いていた、ケチュア人の皇帝パチャクテクや、トゥパック・インカ・ユパンキの征服によりタワンティン・スウユ（ケチュア語: Tawantin Suyu、インカ帝国）のコジャ・スウユ（ケチュア語: Colla Suyo、「南州」）に編入される。インカ帝国内にてアイマラ諸王国は継続。

### スペイン植民地時代
- 1532年：インカ皇帝アタワルパがスペイン人コンキスタドールにより処刑され、インカ帝国は崩壊。スペインによる植民地化が始まる。
- 1535年：フランシスコ・ピサロによりペルー副王領が作られる。ディエゴ・デ・アルマグロの遠征軍がアルト・ペルーを探検する。
- 1538年：ゴンサロ・ピサロの軍がアルト・ペルーに遠征し、首長アヤビリを降してこの地を植民地化する。
- 1540年：ラ・プラタ市（後のチュキサカ、チャルカス、スクレ）が建設される。
- 1545年：ポトシ銀山発見。以降、現在のペルーを始めとする諸地域から多くのインディオが鉱山のミタにより、ポトシで強制労働させられることになる。
- 1548年：アロンソ・デ・メンドーサにより、チチカカ湖の近くにヌエストラ・セニョーラ・デ・ラ・パス市が建設される。
- 1559年：チャルカス（後のスクレ）に聴問庁（アウディエンシア）が設置される。このころから独立まで現ボリビアの地域は「アルト・ペルー（高地ペルー、上ペルー）」と呼ばれる。
- 1559年：東部のチャコ地方にサンタ・クルス・デ・ラ・シエラが建設される。
- 1569年：ペルー副王フランシスコ・デ・トレドの統治が始まる。銀山採掘のためにポトシは人口十万人を超える都市として発展し（当時のロンドンより大きい）、銀採掘のためにミタ制によりかき集められたインディオは、過酷な労働と病気で次々に死んでいった。
- 18世紀：ポトシの銀が急速に枯渇。
- 1776年：アルト・ペルーがペルー副王領からリオ・デ・ラ・プラタ副王領に転入され、以降、経済や司法が副王首府のブエノスアイレスに従属することになる。スペイン本国生まれ（ペニンスラール）の少数支配に反対して現地生まれのスペイン人（クリオーリョ）による反抗運動が起こった。
- 1778年：ブエノスアイレス港が正式に開港し、以降アルト・ペルーの海外貿易がブエノスアイレスを通じて行われるようになる。
- 1780年：ペルーでトゥパク・アマルー2世が植民地政府に反乱を起こす。
- 1781年：ペルーのトゥパク・アマルー2世と呼応して、レパルティミエントやミタ制の重い負担の廃止を求めた、アイマラ人 のトゥパク・カタリによる反乱蜂起があったが、これは鎮圧された。鎮圧後、インディオに対する当局の弾圧は強まった。トゥパク・カタリは現在もボリビアの国民的英雄になっている。

### 解放戦争から独立まで
- 1809年：ラパスとチュキサカでクリオーリョによる独立運動が起こる（ラパス革命（スペイン語版、英語版）、チュキサカ革命（スペイン語版、英語版））。ボリビア最初の独立運動であり、キトと共にラテンアメリカで最も早かった。
- 1810年：ラパスで起きていた革命運動は、ペルー副王アバスカルの指導によりすぐに王党派に鎮圧され、革命評議会のペドロ・ドミンゴ・ムリーリョは処刑された。その後リオ・デ・ラ・プラタ連合州が独立派に支援軍を送るがことごとく王党派軍に打ち破られた。
- 1816年：トゥクマンの議会（英語版）により、リオ・デ・ラ・プラタ連合州が独立を宣言する。アルト・ペルーの代表者も出席した。
- 1823年：再び独立戦争始まる。
- 1824年：シモン・ボリバルとアントニオ・ホセ・デ・スクレの率いるベネズエラからのコロンビア共和国の解放軍により、副王ホセ・デ・ラ・セルナ（チェ・ゲバラの先祖）の率いる王党派軍がアヤクーチョの戦い（英語版）で壊滅。インディアス植民地の最終的な独立が確定する。
- 1825年8月6日 ボリバルの協力により、スクレ元帥がアンドレス・デ・サンタ・クルスと共に、アルト・ペルーをスペインから解放した。アルト・ペルーの支配層はそれまで同一の行政単位を構成していたペルーやアルゼンチンとの連合を望まなかったため、チュキサカでアルト・ペルー共和国の独立が宣言された。8月26日にボリビア共和国と改名。

### 独立から混沌へ

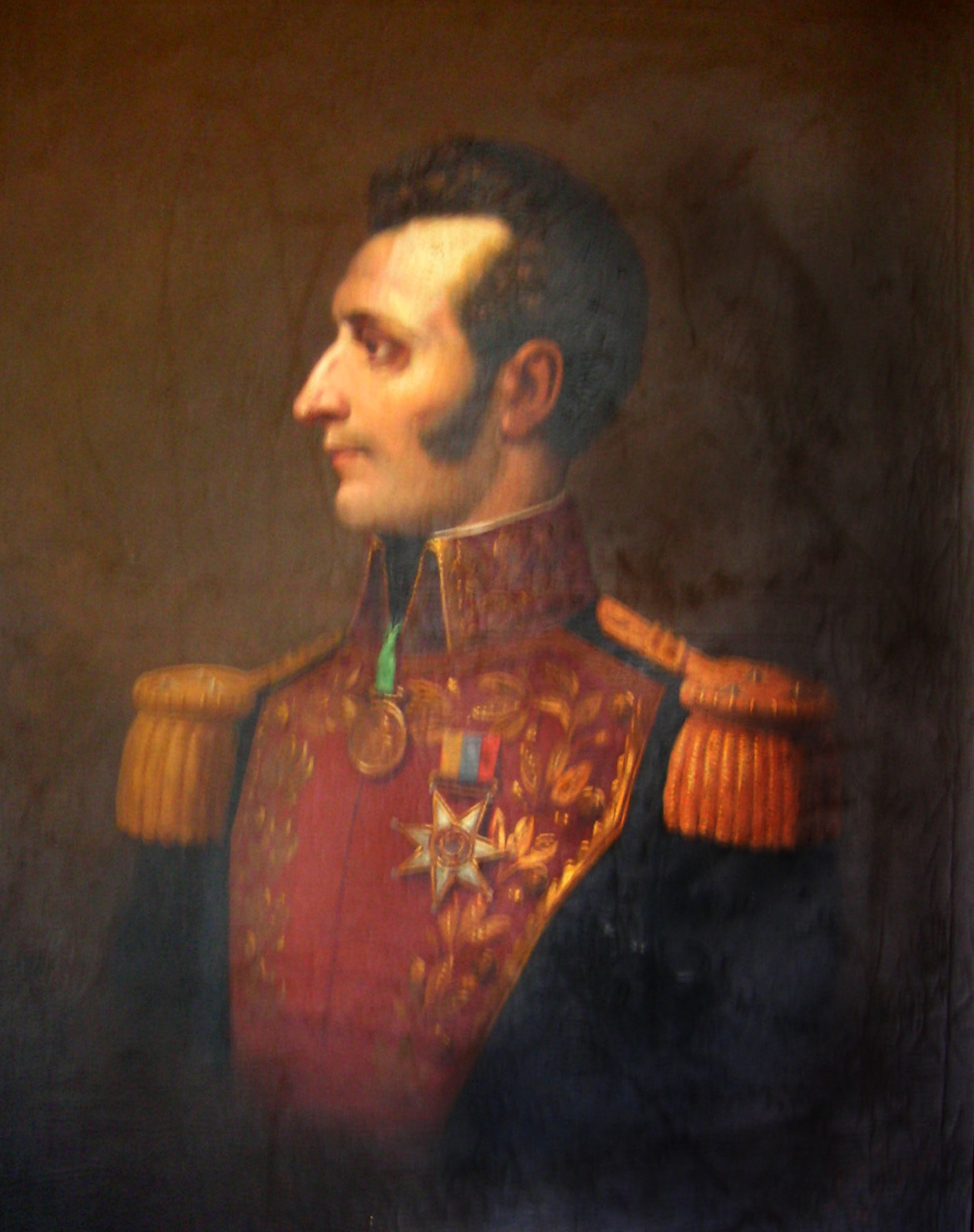
第2代大統領にして「アヤクーチョ大元帥」
アントニオ・ホセ・デ・スクレ

ペルー・ボリビア連合の領域

- 1826年8月：アルト・ペルーはボリバルの名にちなんで「ボリビア」という国名になり、正式に独立。11月19日、ボリバル憲法を公布する。同時に首都も憲法上はチャルカスが改名されてスクレとなった。12月9日、スクレが終身大統領に就任。自由主義的な改革がなされるが、保守派の恨みを買い、ベネズエラ人の支配を嫌う声も囁かれた。
- 1828年：スクレ大統領が侵攻してきたペルーのアグスティン・ガマーラ（英語版）を打ち破るが、すぐにガマーラと結んだ国内保守派の陰謀により大統領を辞任し、キートヘ亡命（実はサンタ・クルスも関わっていたといわれている）。
- 1829年：ボリバルの推薦により、5月25日、サンタ・クルスが大統領に就任する。サンタ・クルスはインカ帝国の後継者を自称し、大学、港湾、鉱山など国内の開発を続け、軍備を強化。保護貿易を導入して国内の綿産業を保護した。
- 1836年：大統領のアンドレス・デ・サンタ・クルスがアグスティン・ガマーラを破ってペルーを併合し、ペルー・ボリビア連合を打ち立てる。連合は三州に分けられ、首都は南ペルー共和国のタクナに置かれた。
- 1839年：連合に脅威を抱いたチリ（既に死去していたディエゴ・ポルターレスの影響が大きい）とアルゼンチンのフアン・マヌエル・デ・ロサス軍の攻撃により連合は崩壊。これによりサンタ・クルスが追放されるとボリビアは無政府状態に陥った。
- 1841年：国内の混乱の中、サンタ・クルス派のホセ・バリビアンがペルーから侵攻してきたアグスティン・ガマーラをインガビの戦い（英語版）で打ち破り、ガマーラは戦死。以降、ペルーとボリビアの合邦を望む動きはなくなった。
- 1847年：メスティーソの軍人マヌエル・イジドロ・ベルス（スペイン語版）の反乱によりバリビアンが亡命。
- 1848年：ベルスが大統領になる。ベルスは保護政策を採り、ポプリスモ的な政策で大衆の支持を得る。
- 1857年：ホセ・マリア・リナレスによるボリビア初の文民政権成立。自由主義政策を採り、インディオを弾圧。このころ太平洋沿岸部のリトラル県（アントファガスタ）で最初の硝石鉱山が発見された。
- 1861年：クーデターによりリナレスが追放される。
- 1864年：それまで影で権力を握っていたベルスを暗殺したメスティーソの軍人マリアーノ・メルガレホが政権につき、国内の混乱が頂点に達する。「野蛮カウディージョ」と呼ばれたその手法により国内全ての階層が大打撃を受け、特にインディオは大弾圧され、共有地は解体されて奪われた。その後メルガレホはアントファガスタの硝石の採掘権をチリに売却した。
- 1867年：アヤクーチョ条約（スペイン語版）の締結でアクレ県がボリビアに帰属。
- 1871年：メルガレホ大統領が失脚。
- 1874年：バリビアン政権の永代所有禁止法によりインディオの共有地は壊滅的な被害を受け、以降インディオは鉱山やプランテーションの日雇い労働者となっていった。
- 1879年：アントファガスタをチリに占領され、さらにペルーと硝石問題に関して秘密同盟を組んでいたことが仇となり、チリがペルー・ボリビア両国へ宣戦布告して硝石戦争（太平洋戦争）となる。
- 1883年：ペルーとチリの間での、硝石戦争（太平洋戦争）の休戦。チリに対する事実上の敗北が決まる。

### 内陸国化と相次ぐ敗戦

ボリビアの領域の変遷。戦争により広大な領土が近隣諸国に併合された。

- 1884年：チリとのバルパライソ条約で銅と硝石の鉱山が豊富な太平洋岸の領土（リトラル県）を割譲し、海への出口を持たない内陸国になる。保守党のグレゴリオ・パチェコが大統領になり、以降、鉱山主の支配が1899年まで続く。
- 1888年：このころから北部のアクレ県にブラジル人が侵入。
- 1899年：アクレ県に入植したブラジル人ゴム農園労働者の反乱によりブラジルと紛争が発生（アクレ紛争）。「アクレ共和国」（1899年 - 1903年）として半独立状態となる。同時にこの年初の日本人移民が渡り、リベラルタやトリニダのゴム農園に就労した。錫鉱山主を基盤にするラパスの自由党が反乱を起こし、スクレ・ポトシの銀鉱山主を基盤にしていた保守党支配が終わった（連邦革命）。以降、自由党のホセ・パンドが大統領になり、以降、自由党の支配が1920年まで続く。
- 1900年：自由党派がラパスを拠点としていたため、議会、政府がスクレからラパスに移転し、ラパスが事実上の首都になる。
- 1903年：アクレ紛争に結果的に敗北し、ゴムの一大生産地だったアクレ県をブラジルに割譲。
- 1904年：チリと正式に和平条約を結び、リトラル県の割譲を承認した。
- 1910年：錫の生産量が1890年代の20倍に達する（「錫の世紀」）。
- 1914年：コチャバンバの農園主らが基盤となって共和党が結成された。
- 1920年：クーデターにより自由党支配が終わる。
- 1921年：共和党のバウティスタ・サアベドラが大統領になる。在任中、アメリカ合衆国企業スタンダード・オイルにより東部低地地帯の油田開発が進む。
- 1926年：共和党のエルナンド・シレスが大統領になる。
- 1929年：世界恐慌により大打撃を受け、社会不安が起こる。
- 1931年：共和党右派のダニエル・サラマンカが大統領になる。7月、パラグアイと国交断絶。
- 1932年：6月にサラマンカ政権、植民地時代からの領土問題を持ち出し、グランチャコ地方とパラグアイ川の通行権を求めてパラグアイに宣戦布告（チャコ戦争）。
- 1935年：ボリビア領の東部油田地帯に侵攻したパラグアイと休戦。ボリビアの戦死者は6万5000人。ボリビア、パラグアイ共に財政は崩壊状態になった。

### チャコ戦争後の不安定化
- 1936年：チャコ戦争後、白人寡頭支配層への批判が強まり、チャコ戦争の参謀総長だったダビッド・トロ・ルイロバ（スペイン語版）がクーデターにより大統領に就任。「軍事社会主義」（国家社会主義）を掲げた。
- 1937年：スタンダード・オイルのボリビア国内事業を国有化。これは同時期の、メキシコ革命のラサロ・カルデナス政権による油田国有化に先立って、ラテンアメリカで初の外資国有化政策となる。この社会主義的政策は支配層に嫌われ、同年保守派によりトロは追放され、保守派の支持によりチャコ戦争の英雄だったドイツ系のヘルマン・ブッシュ・ベセラ（スペイン語版）中佐が大統領になるが、ヘルマン・ブッシュはすぐに保守派との戦いを始め、錫財閥との対決を図った。
- 1938年：チャコ戦争が正式に終結。ブエノスアイレス講和条約によりチャコ地方がパラグアイの領土となる。領土が最大時の約半分になる。この時期にヘルマン・ブッシュはナチス・ドイツの躍進するヨーロッパからユダヤ人の受け入れを宣言した。
- 1939年：ヘルマン・ブッシュが暗殺される。
- 1941年：ビクトル・パス・エステンソロやゲバラ・アルセ（スペイン語版）らにより、民族革命運動党（MNR）結成。
- 1942年：カタピ鉱山の労働争議で鉱山労働者700人が虐殺される（カタピの虐殺）。
- 1944年：フアン・レチンにより、鉱山労働者組合連合が結成される。
- 1951年：MNRが大統領選に勝利するも、クーデターにより軍部に政権を奪われ、MNRは非合法化され、このことに対する国民の不満が高まる。

### ボリビア革命とその挫折
- 1952年4月：鉱山労働者らの武装蜂起。MNRによる政権樹立。ビクトル・パス・エステンソロが大統領に就任し、ボリビア革命が成功した（4月革命とも）。インディオに選挙権や公民権が付与された新憲法が採択された。革命政権の国策として、このころからサンタ・クルス・デ・ラ・シエラ（サンタクルス）を中心とする東部の低地地帯の開発が進む。
- 1956年：エルナン・シレス・スアソ政権成立。
- 1959年：農地改革が行われ、大プランテーションが解体され、インディオの小作人に土地が分与された。
- 1960年：第2次パス・エステンソロ政権成立。軍が再建される。
- 1964年：第3次パス・エステンソロ政権成立するも、軍によるクーデターによりMNRが失権。ボリビア革命が終焉する。大統領となったレネ・バリエントスらの軍部とボリビア共産党の対立が進む。
- 1965年：軍事政権、インディオ農民を基盤とすることに成功する。
- 1966年：キューバ革命指導者の一人であるチェ・ゲバラがウルグアイ人ビジネスマンに偽装してボリビアに潜入し、ボリビア民族解放軍（ELN）を設立してゲリラ戦を行う。

### ゲバラの戦死から現在まで

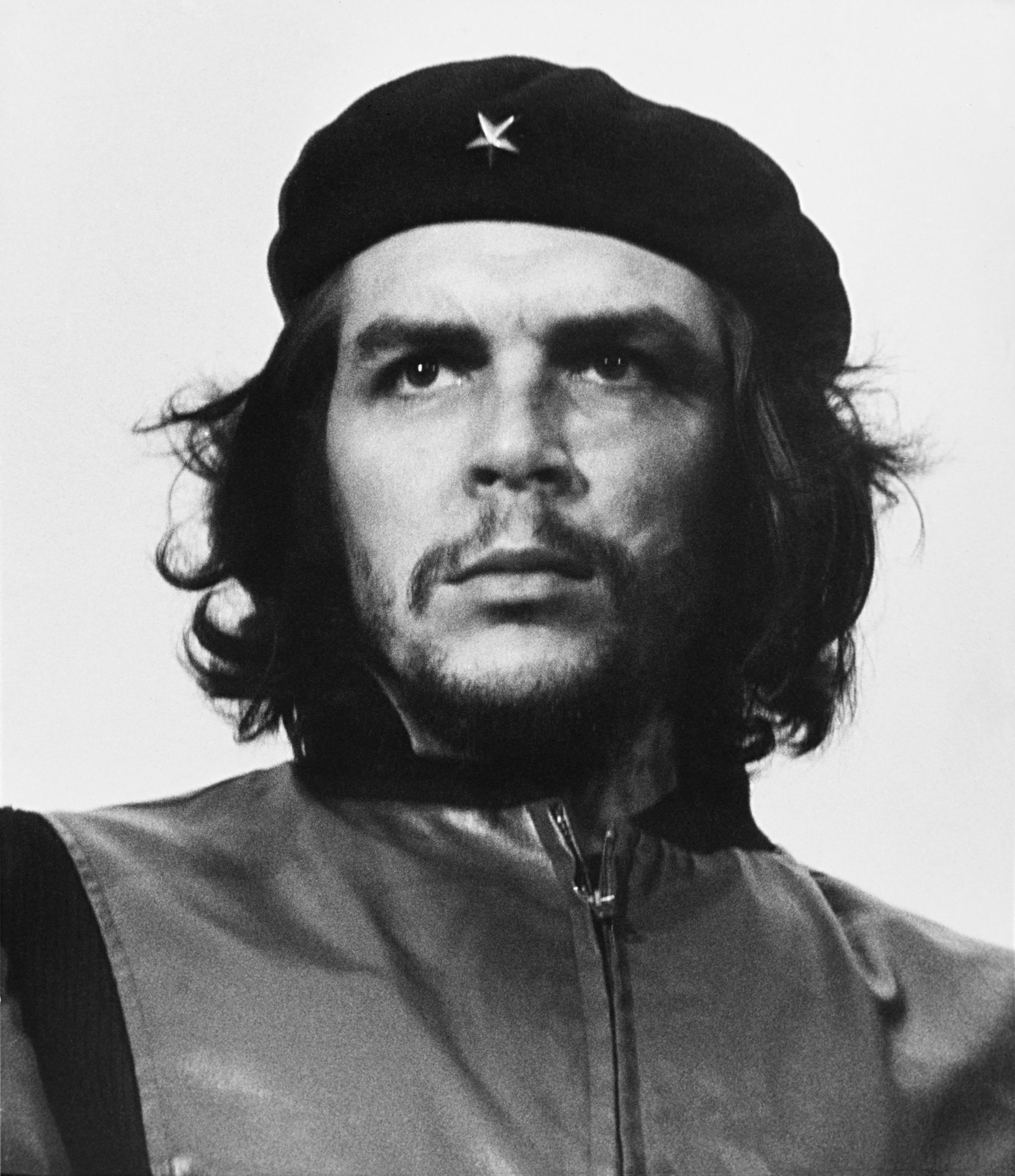
チェ・ゲバラ

- 1967年：バリエントス政権、アメリカ軍の協力の下にゲバラ軍を追い詰め、鉱山労働者がゲバラに同調することを嫌ってサン・フアンの虐殺を行う。そして農民の支持を得られなかったため、キューバ軍特殊部隊と共に潜入していたチェ・ゲバラがゲリラ戦の末、政府軍のアルフレド・オバンド・カンディア将軍に捕らえられイゲラで戦死。
- 1969年：バリエントス大統領が農民に金を配りに行く最中、謎のヘリコプター墜落事故で死亡。9月にかつてゲバラ討伐に当たったアルフレド・オバンド・カンディア将軍がクーデターを起こして政権を握り、ペルーのベラスコ将軍に影響を受けた「革命的国民主義」を掲げて国民主義知識人グループに誓った石油国有化政策を発表。ソ連との国交が樹立される。
- 1970年：軍内左派のフアン・ホセ・トーレス将軍が政権を掌握。アメリカ合衆国資本の鉱山の国有化や、国営の錫精錬工場の建設がなされる。
- 1971年：8月にサンタクルス出身の右派のウゴ・バンセル将軍がアメリカ合衆国とブラジルの支援を受けたクーデターでトーレスを追放して政権を握る。外資を導入して経済の回復に努めるが、逆に赤字と債務が増加する。ランボルギーニは前政権との間で結ばれたトラクターの購入に関する契約を破棄されたことで資金難に陥り、フィアットの傘下に入った。
- 1978年：アメリカ合衆国大統領ジミー・カーターによる「人権外交」の影響を受けて、ボリビアでも民主化へのプログラムが進む。
- 1980年：ガルシア・メサ将軍がクーデター「コカイン・クーデター」[9]で政権を握るが、麻薬マフィアとの癒着、反対派への大弾圧により、国際的な批判を呼んだ。
- 1982年：MNRから民主人民連合 (Unidad Democrática y Popular : UDP)に分派したシレス・スアソが政権を執り、民政復帰。18年に及んだ軍政が終わる。このころから中南米全体を襲った中南米債務危機に陥り、約40億ドルにも上る莫大な対外債務に苦しみ、激しいハイパーインフレーションが発生。
- 1985年 第4次パス・エステンソロ政権成立するが、もうこの時には8000パーセントにも及ぶハイパーインフレ状態に陥っており、事実上通貨は紙切れ同然となってしまい、ボリビア経済は破綻状態に陥った。
- 1986年 ボリビア政府は苦渋の選択の末、ボリビアは100万分の1のデノミネーションで8,000%超のインフレを抑制。エステンセロは他にも新自由主義的改革により、経済危機を乗り切る。
- 1990年代中ごろ： 天然ガス田が発見された。
- 1993年：MNRのゴンサロ・サンチェス・デ・ロサダ政権成立。初の先住民出身副大統領と共に新自由主義政策を採用した。
- 1997年：「メガ連立」により、第二次バンセル政権成立。コカの栽培の撲滅に全力を挙げる。
- 2000年：コチャバンバ水紛争
- 2001年：大規模な天然ガス田が発見される。コチャバンバ水紛争の影響と病気によりバンセル大統領が辞任。
- 2002年：8月にMNRから第二次サンチェス政権が成立するも、すぐに指導力不足が露呈。
- 2003年：ボリビアガス紛争。10月にサンチェス大統領がアメリカ合衆国に亡命。副大統領のカルロス・メサが昇格。
- 2006年：ペルーのアレハンドロ・トレドに続いて南米大陸二人目の、ボリビアでは初の先住民出身となる大統領エボ・モラレスが「社会主義運動」より就任した。
- 2007年：モラレス政権、ブラジルのペトロブラスなどの外資を国有化し、公約通り天然ガスを国有化（収益は教育の充実や貧困層、高齢者支援に振り向けている）。
- 2009年3月：大農場主から接収した東部平原地方の土地の所有権を先住民に引き渡し。
- 2019年10月：大統領選（英語版、スペイン語版）でモラレス大統領が再選されるも、不正選挙疑惑から抗議デモが勃発。大統領辞任。
- 2020年11月：ルイス・アルセ元経済財政大臣が大統領就任。
- 2024年6月26日：汚職容疑で解任されたスニガ元軍司令官らによるクーデター未遂が発生[10]。

## 政治

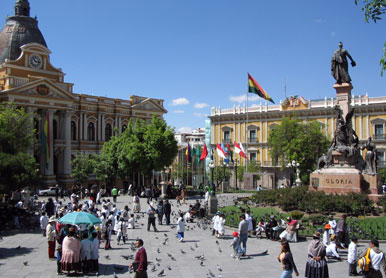
ラパスの国民議会宮殿（左）と大統領府パラシオ・ケマード（右）

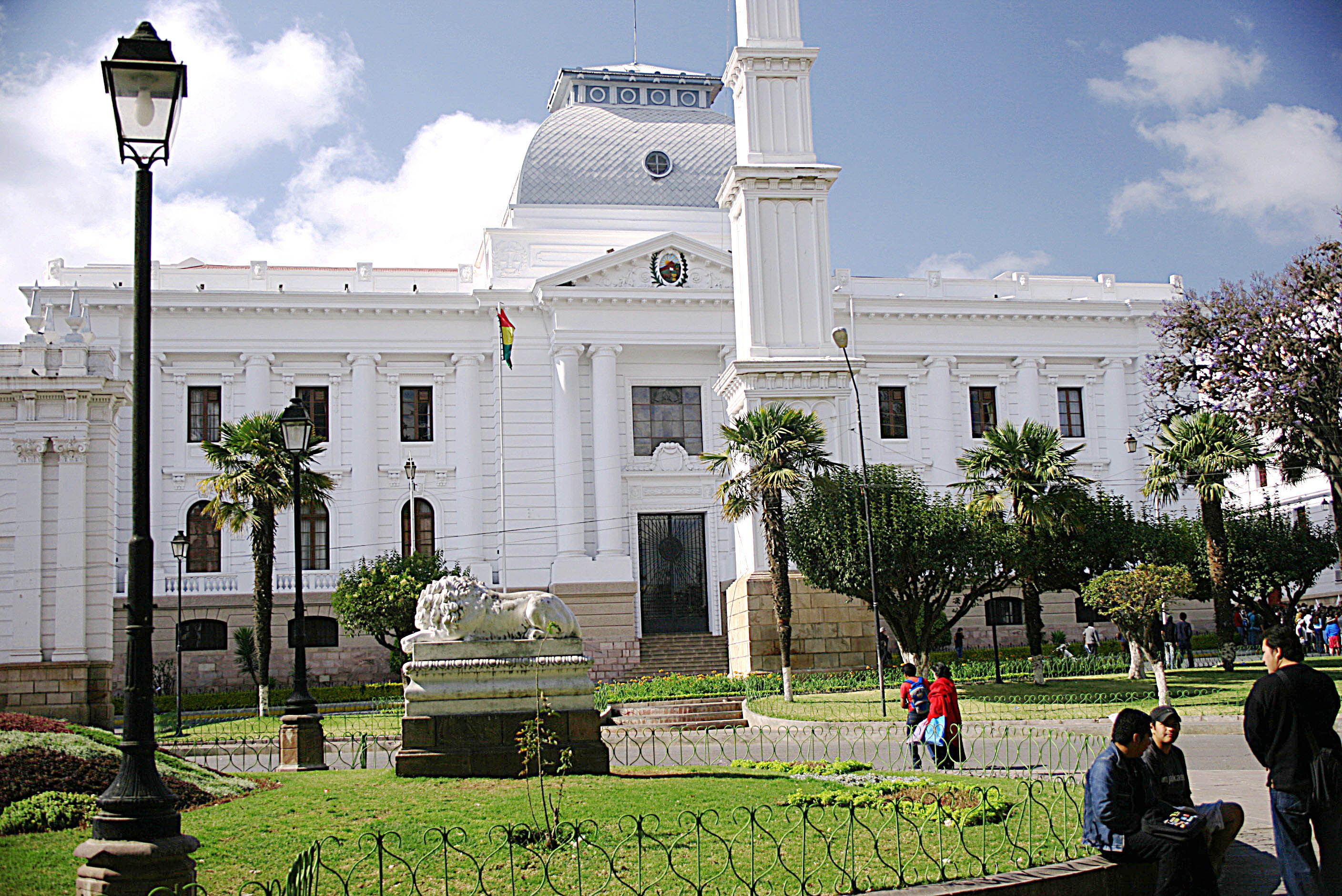
スクレの最高裁判所

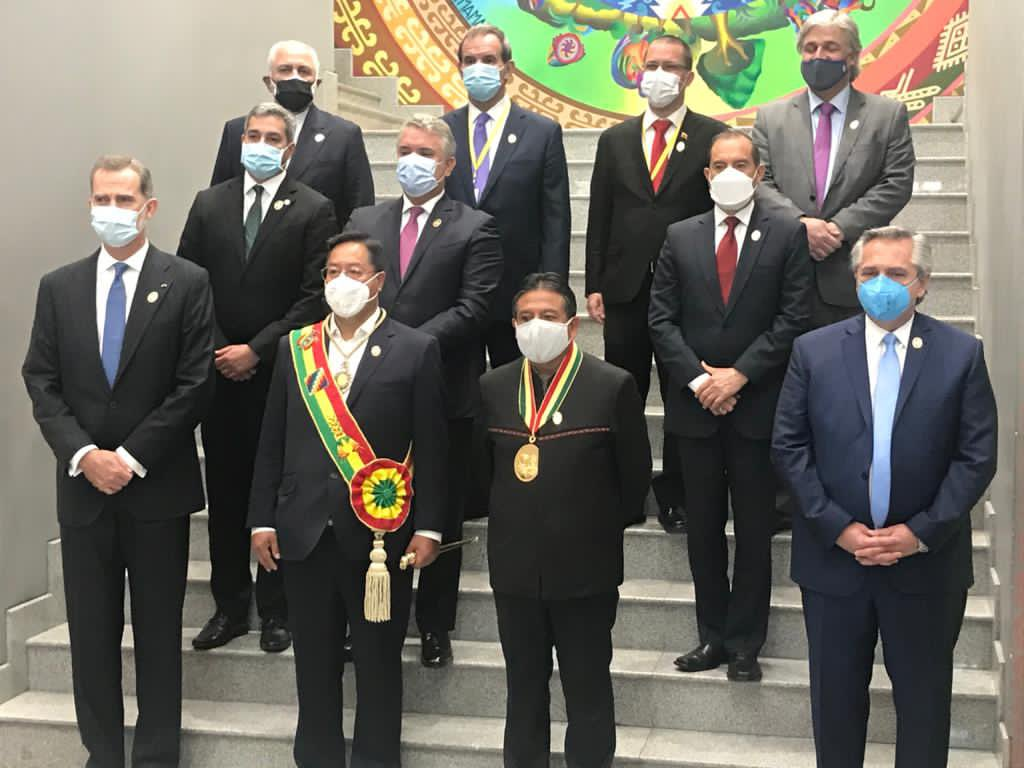
2020年11月に就任したルイス・アルセ大統領（写真一番下、中央より左）とデビッド・チョケファンカ副大統領（写真一番下、中央より右）

### 行政
ボリビアの大統領を元首とする共和制国家であり、国家元首である大統領は行政府の長として実権を有する。任期5年。選挙は、大統領候補と副大統領候補がそれぞれペアとなり立候補し、国民は直接選挙により数組の中から1組を選出する。大統領が死亡や辞任により欠ける場合は、副大統領が大統領に昇格し、残りの任期を務める。首相職はなく、副大統領が閣議を主宰する。
建国以来、政治的に非常に不安定なため、クーデターが起こりやすい政治文化があり、過去100回以上のクーデターが起きている。

### 議会
国会にあたる多民族立法議会は両院制。上院は全36議席で、各県から4名ずつ比例代表制選挙により選出される。代議院（下院）は、全130議席で、そのうち77議席は小選挙区から選出、53議席は比例代表制で選出されるが、全体の議席配分は比例代表制によって決まる（小選挙区比例代表併用制。ただし 超過議席が出ないようになっているため、連用制に近い）。両院とも議員の任期は5年で、同日選挙である。
直近の総選挙は、2020年10月18日に行われた。政党別の獲得議席数は、以下の通り。
上院（定数36）
- 社会主義運動 (MAS) 21
- 市民共同体 (CC) 11
- 政党連合「私たちは信じる」 4

代議院（下院、定数130）
- 社会主義運動 (MAS) 73
- 市民共同体 (CC) 41
- 政党連合「私たちは信じる」 16

### 近年の政治情勢
2006年7月2日、制憲議会選挙が行われた。定数は255議席。与党・社会主義運動（MAS）が137議席を確保した。第2党は、野党中道右派・民主社会勢力(PODEMOS)で60議席を占めた。同時に実施された地方自治権の拡充の賛否を問う国民投票では、与党の主張が半数を占める。新憲法草案は、1年以内に3分の2以上の賛成で提案され、国民投票に付される。
ボリビアの181周年独立記念日の2006年8月6日に、制憲議会の開会式が行われた。同議会発足を祝って、36の先住民による約3万人のパレードも実施された。
就任2年目になるエボ・モラレス大統領は、2007年1月22日、国会で年次報告を行い、新憲法を制定する重要性を改めて強調した。新憲法には、水を含む資源主権や先住民の権利確立、教育行政に対する国の責任などが盛り込まれる予定である。制憲議会は2006年8月、発足したが、議事運営方法、地方自治、首都制定などを巡って与野党や地方間の対立が続いている。与党・社会主義運動党が定数255のうち142議席を占めている。
2009年1月25日、先住民の権利拡大や大統領の再選を可能とする新憲法案が60%あまりの賛成を得て承認された。2009年12月6日、大統領選挙が行われ、現職のモラレスが6割を超える得票で勝利した。
2014年10月29日、モラレスが大統領選で3度目の当選を果たし、翌2015年1月に第3期モラレス政権が発足した。
2019年10月20日、モラレスは大統領選で4度目の当選を果たしたものの、開票結果の不正操作疑惑が浮上し、これに反発した対立候補の支持者による抗議活動が発生し、国内は混乱。国軍・国家警察などから辞職勧告を突き付けられたモラレスは11月10日に大統領辞任を表明し、11月12日にメキシコへ亡命。これは事実上のクーデターとされる。
モラレスの辞任表明を受け、憲法裁判所はヘアニネ・アニェス上院副議長を暫定大統領に選出し、アニェスは就任宣誓を行った。これに対し、モラレス政権を独裁として批判してきたアメリカ合衆国やアメリカ寄りの右派政権が統治するブラジル、コロンビア、エクアドルはアニェスを暫定大統領として承認した。大統領選挙の仕切り直しは、2020年5月に予定されていたが、新型コロナウイルスの感染拡大に伴い、同年10月18日に延期して実施され、モラレス派のルイス・アルセ・カタコラが当選した。2021年3月13日、前暫定大統領のアニェスが、2019年の「クーデター」に関与した疑いなどで逮捕された。

## 軍事
陸軍、空軍、海軍を保有しており、12ヶ月の徴兵制度が敷かれている。
現在のボリビアは内陸国であるが、現在でも海軍と呼称されている。大西洋やチチカカ湖で演習を行う他、河川が国境となっている北部・東部のブラジルやパラグアイでの国境付近で国境警備の任務に就いている。

## 地方行政区画
ボリビアには、9つの県(departomentos)が設けられている。カッコ内は、県庁所在地。
- オルロ県 （オルロ）
- コチャバンバ県 （コチャバンバ）
- サンタ・クルス県 （サンタ・クルス・デ・ラ・シエラ）
- タリハ県 （タリハ）
- チュキサカ県 （スクレ）
- パンド県 （コビハ）
- ベニ県 （トリニダ）
- ポトシ県 （ポトシ）
- ラパス県 （ラパス）

### 主要都市

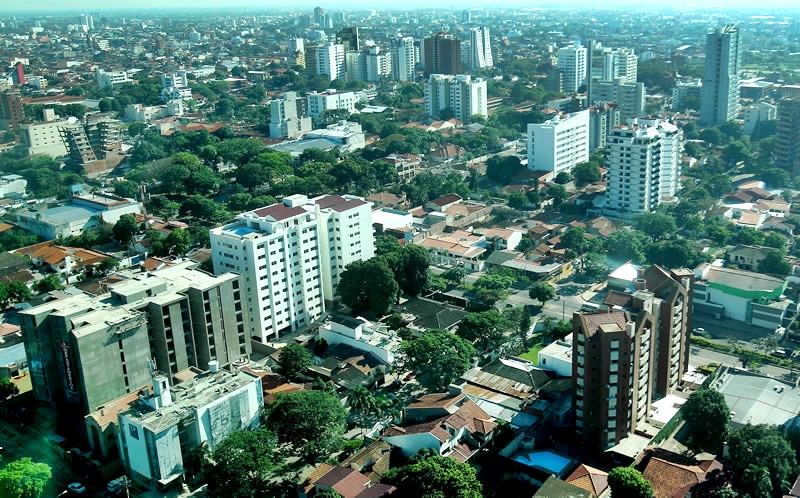
サンタ・クルス

主要な都市はスクレ（憲法上の首都）、ラパス（事実上の首都）、サンタ・クルス・デ・ラ・シエラ、エル・アルト、コチャバンバがある。

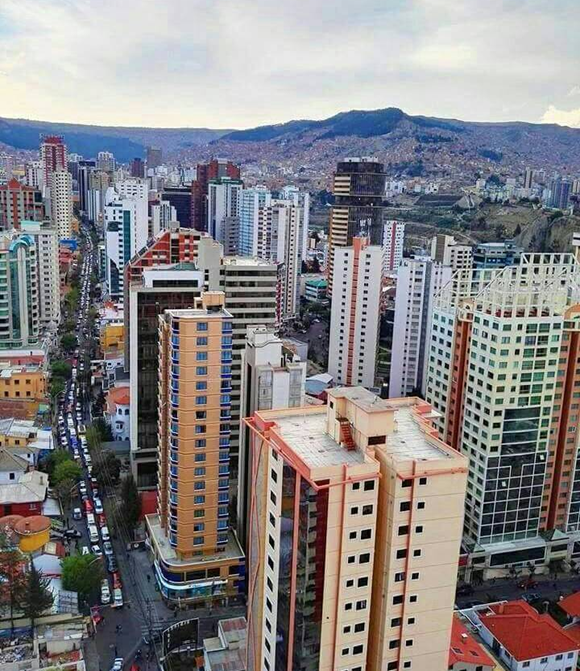
ラパス中心街

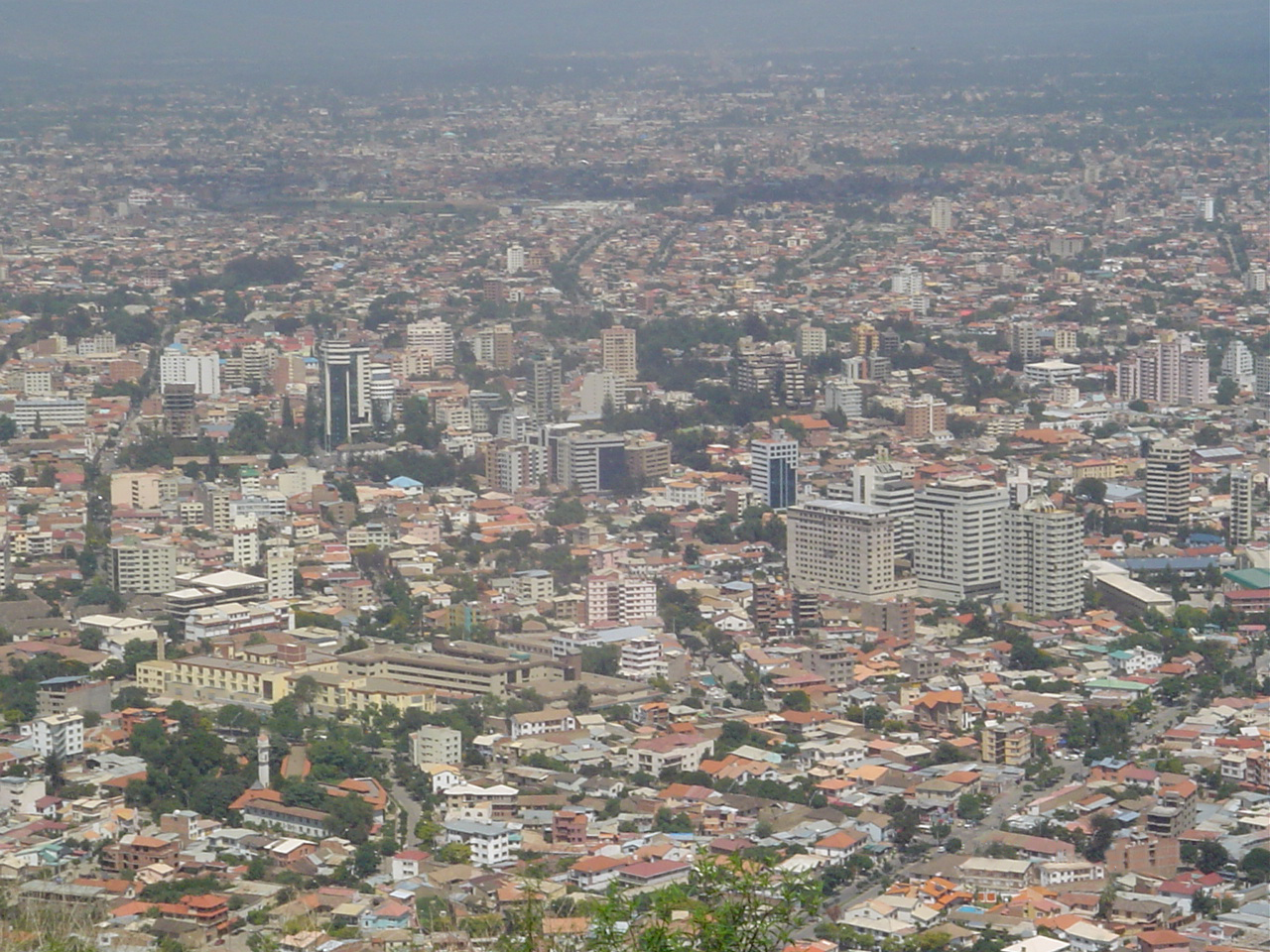
ボリビア第三の都市コチャバンバ

## 地理
| Vista de La Cordillera Central desde la Isla del Sol |         |
| 山名                                                 | 標高(m) |
| ネバダ・サハマ                                       | 6.542   |
| イリャンプ                                           | 6.485   |
| イリマニ                                             | 6.462   |
| アンコウマ                                           | 6.380   |
| チェアロコ                                           | 6.127   |
| ポメラペ                                             | 6.240   |
| チャチャコマニ                                       | 6.074   |
| パリナコタ山                                         | 6.362   |
| ワイナ・ポトシ                                       | 6.088   |
| アコタンゴ                                           | 6.052   |
| アカマラチ                                           | 6.046   |
| チャウピ・オルコ                                     | 6.040   |
| ウトゥルンク                                         | 6.008   |

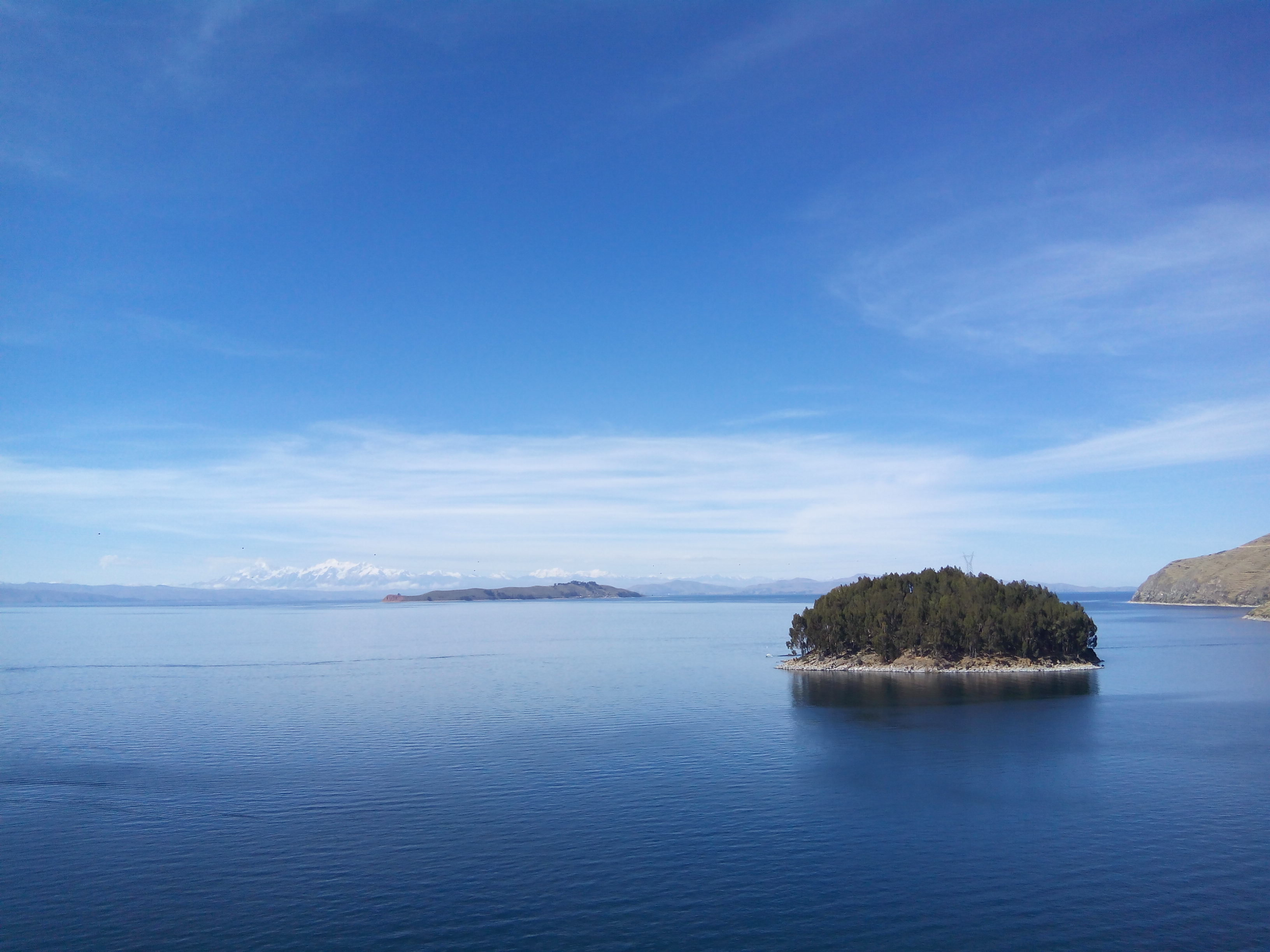
チチカカ湖に浮かぶ太陽の島

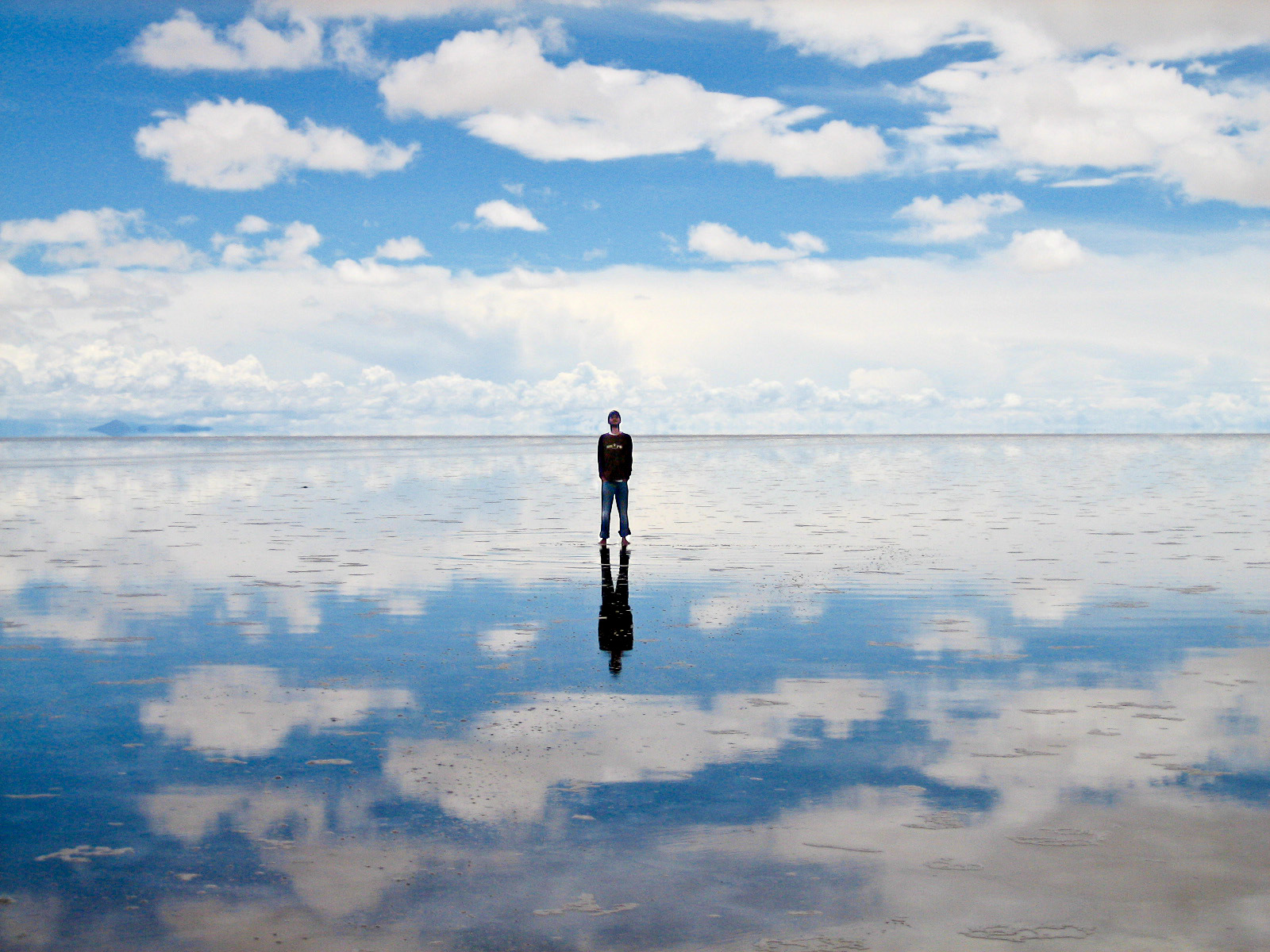
ウユニにあるウユニ塩湖

太平洋戦争に敗れて内陸国となったボリビアの地理は大きく3つに分けられる。
一つは、ペルーとの国境であるチチカカ湖周辺から国土を南に貫くアンデス山脈地域で国土面積の約29%に及び、その面積は32万平方キロ余りで、標高3000m以上の年中寒冷な気候を持つ。ラパス市やオルロ市にかけて標高4000mくらいの広大な平らな土地が広がり、この地域はアルティプラーノと呼ばれる。アンデス地域にはオクシデンタル山脈とオリエンタル山脈の二つの山脈がある。
さらにコルディリェラ・オクシデンタル（西アンデス山脈）、コルディリェラ・オリエンタル（コルディリェラ・レアル、東アンデス山脈）、アルティプラノと呼ばれる高原よりなる。
コルディリェラ・オクシデンタル（西アンデス山脈）
南北の長さはおよそ620キロメートル、中央部の東西の長さ幅は30キロメートル。火山と台地が入り交じっている。激しく侵食され、険しい起伏と狭い谷がある。雨季には渓谷で氾濫が起き、雨季以外は乾燥している。山麓にはモレーン（氷堆石）がある。北端はペルーと南端はアルゼンチンと国境をなす。南部一帯は5000メートルを超す火山が連なる。ボリビア最高峰サハマ山（6542メートルの火山）は北部のオルロ県にある。
国土の北東側から東側は国土の約62%を占めるアマゾンの熱帯地域であり、リャノ（llano）またはオリエンテ（oriente）と呼ばれる。リャノはさらに、熱帯雨林（いわゆるジャングル）が広がる北側と、乾燥しているグランチャコ地方（パラグアイ国境近く）とに分かれる。サンタクルス県の東部にはチキタノ山塊が存在する。
国土の約9%を占めるコチャバンバ県やラパス県ユンガス地方などの、アンデス地帯とアマゾン地帯の中間に位置する場所はバジェ (valle) 地域と呼ばれ、温暖で果樹栽培などに適した気候である。この地域ではインディヘナ農民によるコカの栽培も盛んである。
ユンガスは標高3300mから2500mの高地ユンガス、2500mから1500mの中央ユンガス、1500mから600mの低地ユンガスに分類される。
このユンガスにある保養地コロイコとラパス市を結ぶ道路は、毎年多くの死者を出し、「デス・ロード」と呼ばれていた。
ボリビアはかつて太平洋に面する海岸線も領土に保有していたが、1884年に太平洋戦争で敗れ、 バルパライソ条約と、1904年の正式な講和によりそれを全て失った。ボリビアでは3月23日を「海の日（día del mar）」として、当時ボリビア領だったカラマでチリ軍への降伏を拒否して戦死した英雄エドゥアルド・アバロアの像があるラパスで式典を開き「海を取り戻そうキャンペーン」を展開している。
ボリビアの海運での輸出入貨物はチリの港で陸揚げされている。チリの港にはボリビアが管理する保税上屋（TRANSIT SHED）と呼ばれるタックス・ヘイヴンがあり、ここからチリの通関を行わないままボリビア国境へ運ばれ、ここで初めてボリビアの税関が通関を行う。

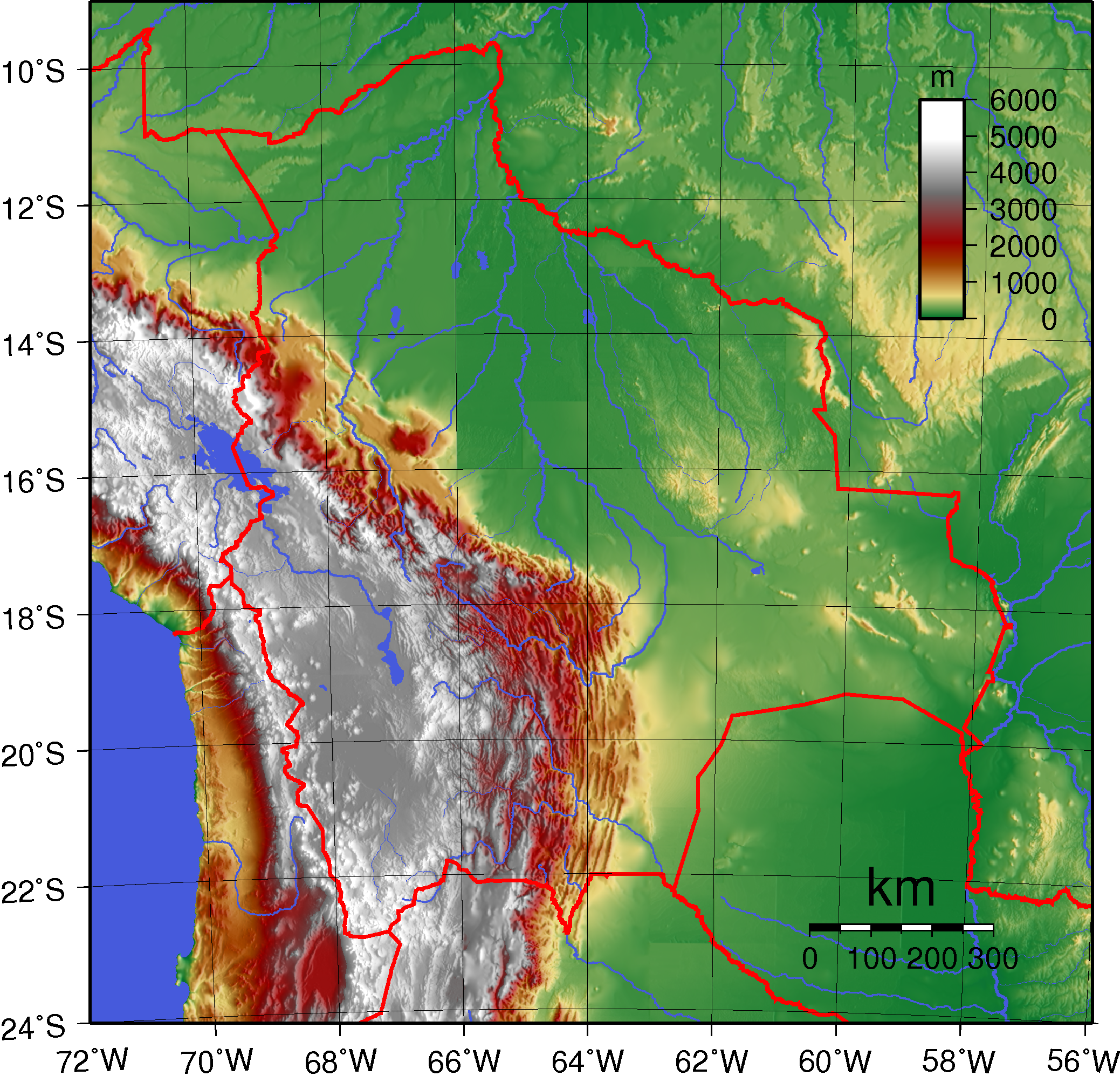
地形図

## 経済

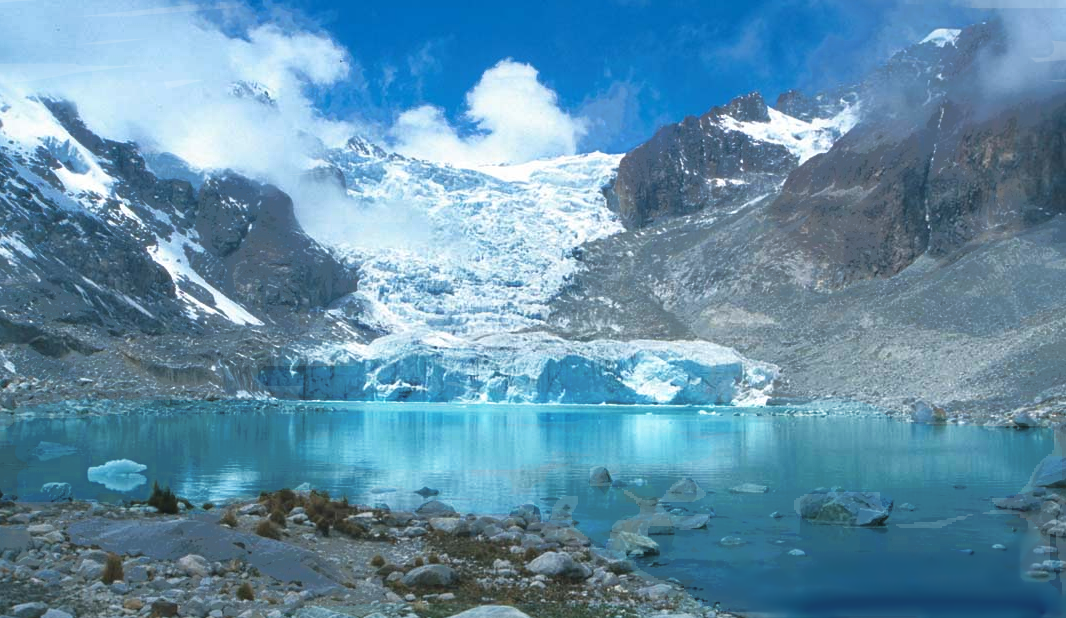
観光地にもなっているグラシアール湖

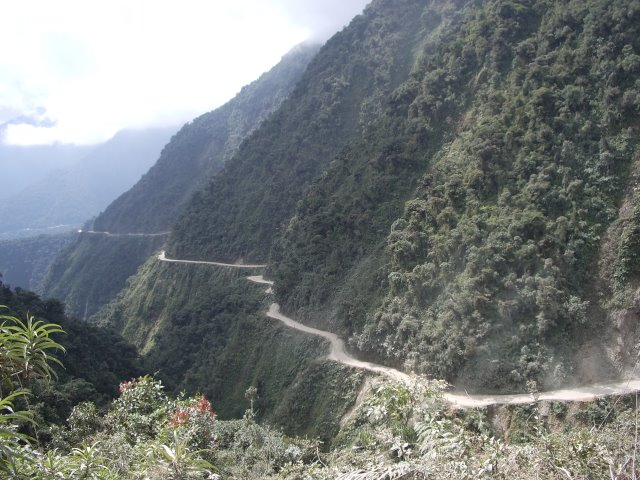
ユンガス地方の山道

ウユニ塩原

アンデス共同体、南米諸国連合に加盟し、メルコスールの準加盟国でもある。
国家統計局の発表によるボリビアの経済指標は以下の通り（いずれも2003年の値）。
| 国内総生産（GDP）        | 7,856 百万ドル             |
| 同国民一人当たり         | 870 ドル                   |
| 経済成長率（前年比）     | 2.45%                      |
| 公的為替レート（対ドル） | 7.67 Bs/$us                |
| 輸出額                   | 1,650.7 百万ドル           |
| 輸入額                   | 1,684.6 百万ドル           |
| 国内所得                 | 8,085.4 百万ボリビアーノス |

- スズ、鉛などの鉱山物資を産出する。
- 2006年1月、天然ガス事業を国有化する発表があった。
- 2020年代、人口1100万人のうち50万人以上が公務員である[26]。

### 鉱業
植民地時代から19世紀末までは金と銀が、20世紀以降は錫がボリビア経済の主軸であった。ホッホシルトが錫開発の主役であった。
石油の輸出も盛んであり、1930年代に東部で油田が発見されたことがチャコ戦争の一因ともなった。2001年に世界最大規模の天然ガス田が発見され、ボリビア経済再生の頼み綱となっている。
南部のウユニ塩原には推定540万トンのリチウム（世界埋蔵量の半分以上）が埋蔵されていると見積もられているが、ボリビア政府にはそれを抽出する技術も資本も持ち合わせていない、という事情がある。

### 農業
1952年のボリビア革命以来、サンタクルスを中心とした東部の低地地帯で開墾、農業開発が進み、近年大豆、サトウキビ、綿花、コーヒー、バナナなどの大規模な輸出用農業が盛んになっており、北部の熱帯地域ではカカオなどが産出する。一方で、西部のアルティプラーノではインカ帝国以来の零細小農業やコカ栽培などが行われている。

#### 農地改革
1958年、第一次農地改革が行われたが、2006年現在では、分配された土地の95%に当たる約3200万ヘクタールが企業の手に渡っている。
2006年5月16日、ガルシア副大統領より「第二次農地改革」計画案が発表された。「生産的でない」土地及び国有地を農民や先住民に分配するというものである。

### 観光
主な観光地としてはティワナクの遺跡や、チチカカ湖、ウユニ塩原、ポトシの鉱山、チェ・ゲバラの戦死したイゲラなどがあり、南米諸国の中でも特に物価が低いため、ヨーロッパや、カナダ、アメリカ合衆国、日本、韓国、イスラエルといった先進国に加えて、南米諸国のアルゼンチン、ブラジル、チリなどからも多くの観光客がボリビアを訪れている。アンデス山脈の高山が各国から登山家を引き寄せている。また、アマゾンのツアーを提供する多くのツアー会社もある。

## 国民

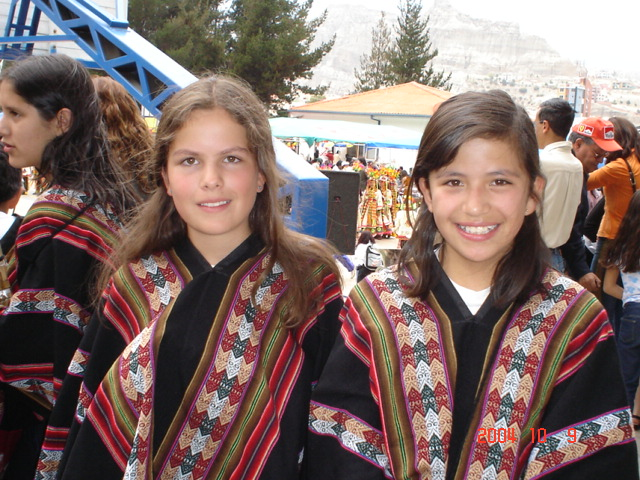
民族衣装を着るラパスの少女

ボリビア人の年齢ピラミッド

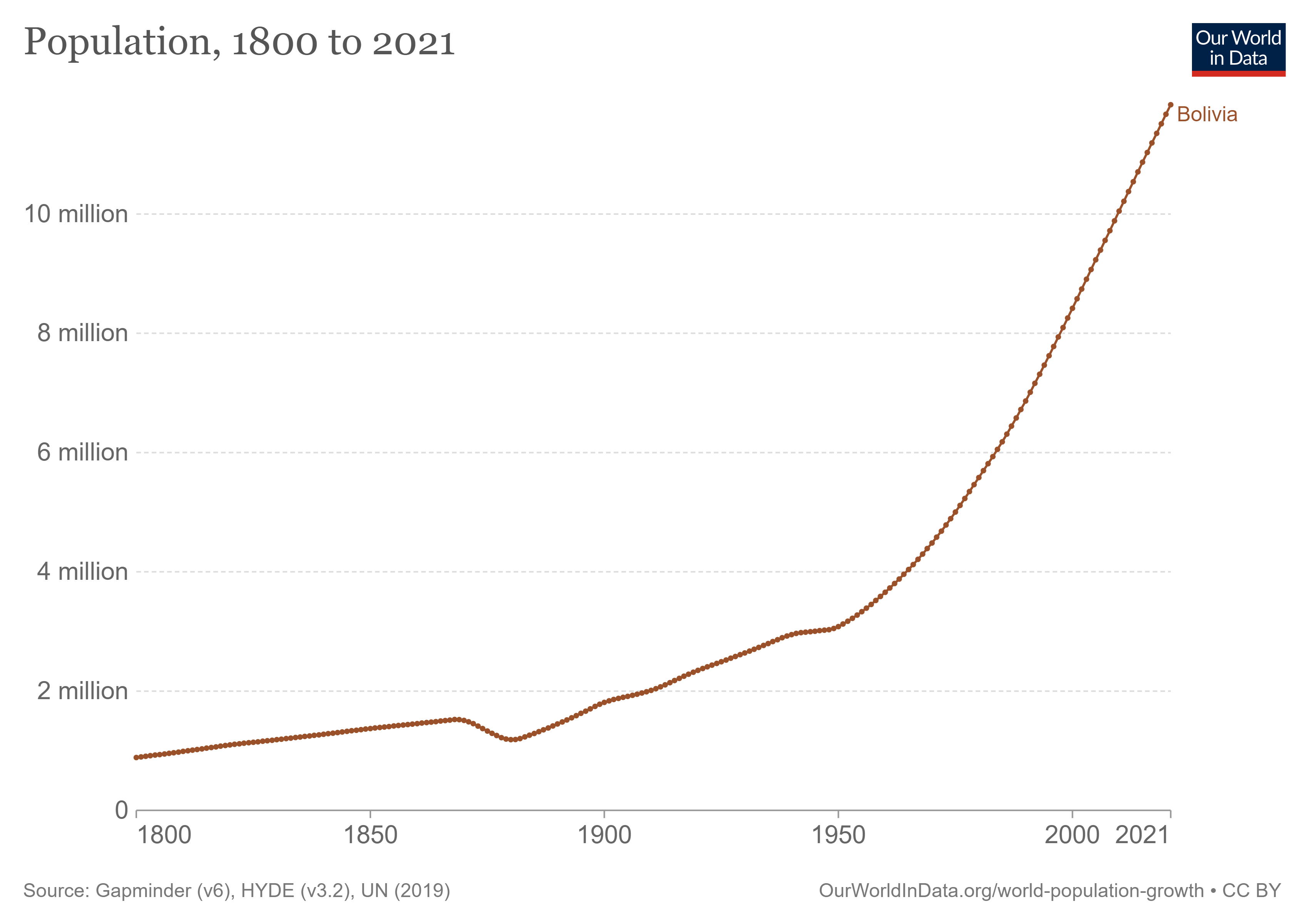
1961年から 2003年までのボリビアの人口増のグラフ

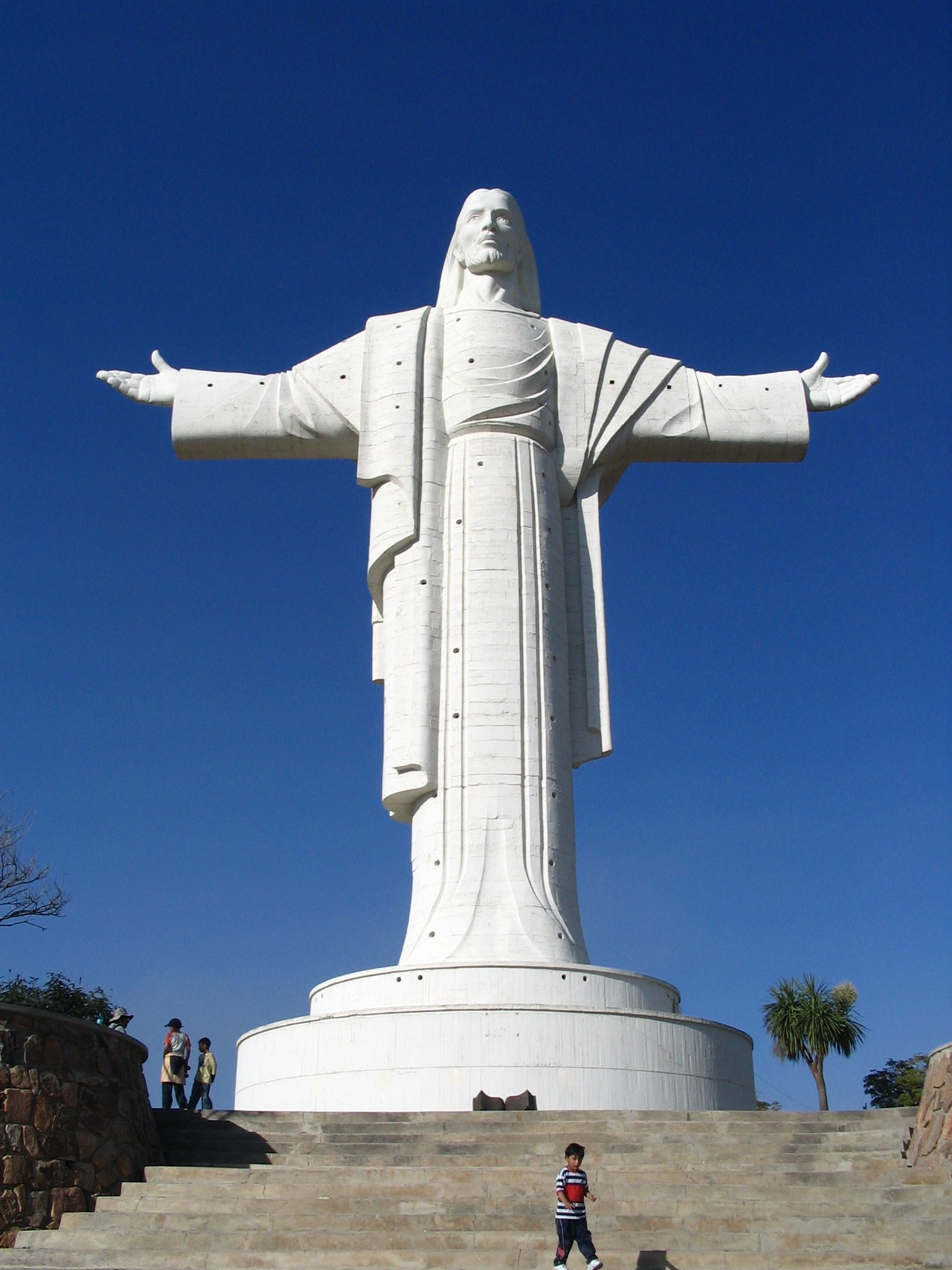
クリスト・デ・ラ・コンコルディア、コチャバンバ市にある南米最大の救世主像

直近の2011年の国勢調査によると、ボリビアの総人口は1002万7254人である。
国際連合児童基金（ユニセフ）の発表によると、5歳以下で死亡する子供の比率は77/1,000。1歳以下で死亡する子供の比率は60/1,000。平均寿命は女性64歳、男性61歳、合計63歳。

### 民族・出自
ケチュア人が約30%、メスティーソ（混血）が約30%、アイマラ人が約25%、ヨーロッパ系が約15%、アフリカ系が約0.5%であると見られるが、正式な統計は取られていない。
先住民人口比率が85%と南米最多である。
先住民としては南東部のチャコ地方にはグアラニー族も若干居住しており、数を示すとケチュア人が250万人、アイマラ人が200万人、チキタノ人が18万人、グアラニー人が12万5000人程になる。
メスティーソのうち、伝統的な衣装を身に付けている女性はチョリータと呼ばれる。彼女らの格好はボリビアを特徴づける習俗となっている。
クリオーリョ（スペイン系）の出身地としては植民地時代からのスペイン人が最も多いが、ドイツ、アメリカ合衆国、イタリア、クロアチア、ロシア、ポーランドなどにルーツを持つ者やバスク民族系なども存在している。
全人口の0.5%程であるアフリカ系ボリビア人は、元々ブラジルに奴隷としてやってきた人々が移住してきたのが始まりであり、ラパス県の南北ユンガスに最も多い。日系ボリビア人は推定1万4000人ほど存在する。ペルーへの日系移民がボリビアへ来たのが始まりといわれている。1900年代に日本人移住者が当時起きていたアマゾンのゴム景気に引き寄せられ、ゴム労働者として北部アマゾン地域のリベラルタやトリニダに移住した。1954年からは主に沖縄県や九州からの移住者がサンタ・クルス県に移住し、オキナワ移住区やサンフアン・デ・ヤパカニ移住区を開拓した。その後、帰国したものもいる。

### 言語
言語はスペイン語、ケチュア語、アイマラ語、グアラニー語が公用語である。田舎ではケチュア語、アイマラ語、グアラニー語が用いられているが、スペイン語を全く解さない人は近年少なくなってきている。都市部ではスペイン語以外の言葉を話せない人の方が多い。

### 宗教
信仰の自由を認めたうえでローマ・カトリックを国教に定めている。国民の95%がローマ・カトリックを信仰しているが、近年は同じキリスト教のプロテスタントや福音派が勢力を増している。東部にはメノニータも入植している。

### 教育

#### 教育への支出
2020年時点でGDPに占める比率は9.8%であり、2011年から徐々に上昇している。

#### 15歳以上の識字率
2020年時点で94%であり、ラテンアメリカ並びにカリブ諸国の識字率94%と比較すると概ね平均的な識字率である。ボリビアでの非識字率は2001年の13.28%から2014年に3.8％に下がっている。これは2006年に発足したモラレス政権が非識字克服を最優先課題の一つに掲げ、キューバの教育者が開発した識字メソッド（Yo, sí puedo）の活用とベネズエラからの資金援助によって、読み書きできない国民へ無償の教育を提供した影響が大きい。

#### 教育段階
4〜5歳を対象とした2年間の就学前教育から始まり、6年間の初等教育、6年間の中等教育、高等教育が行われる。義務教育は初等教育から中等教育までの14年間であり、学年暦は2月から始まり、11月に終わる。高等教育は大学やその他の高等教育機関で行われる。大学では，学士課程（4〜6年）、修士課程（2年）、博士課程（4年）が置かれる。その他の高等教育機関では，上級技術者ディプロマを取得する 3〜4年の課程などが置かれる。高等教育までは全ての公教育が無償となっている。

#### 学校の実態
一般的に同じ校舎内で午前に小学校の授業，午後は中学・高校その他の学校の授業，夜は夜間学校と技術専門学校などの授業が行われている。また、学校施設不足などの理由から1つの校舎を別の複数の学校が共有することもある。
義務教育後の教育としては私立高校からは大学へ進学する者が多い。大学は入学が簡単である一方、卒業は困難である。公立高校からは経済的理由により働くか公立大学へ進学する者が多い。
私立校は小・中・高までの一貫教育を行っており、公立校よりも教師、設備に優れ、教育水準も高い。公立校は授業料が無料であるが、ほとんどの学校で教科書をコピーして使っており、教職員のストライキが多く教育課程に支障が出る場合がある。

#### 教育の効果
独立機関である教育の質研究所(OPCE)の2010年の調査によると、初等教育では国語よりも算数の能力が低い児童が多いことが確認された。また、中等教育では初等教育と同様に算数の能力の低さが確認された。特に開発が遅れているとされている県において能力が低い生徒の割合が多く、県ごとに能力のばらつきが大きいことが確認されている。算数能力が低い理由として、授業が教師主導型で練習問題を解かせるだけであり生徒の自主性を重要視していないことが指摘されている。

### 保健

#### 平均寿命
2020年時点で男性69歳、女性75歳、合計72歳である。

#### 主な死因
2019年時点で第1に虚血性心疾患、第2に下気道感染症、第3に脳卒中である。
寿命に大きな影響を与えている要因として栄養失調、肥満がある。

#### 健康への支出
2019年時点でGDPに占める比率は6.92%であり、2000年から徐々に上昇している。

### 医療

#### 医療施設
公共の保健医療施設はサービスレベルに応じて3段階に分けられている。第1次レベルは初期治療などを提供する診療所、保健センターが該当する。第2次レベルは基本的専門医療を提供する県病院が該当する。第3次レベルは最も高度な医療を提供する総合・専門病院が該当する。

#### 保健政策
妊産婦死亡率や5歳未満の乳幼児の死亡率が高く、母子保健が劣悪な状況であることから、1996年7月に「国家母子保健政策」が政府によって策定され、妊産婦および5歳未満の乳幼児が無料で診療を受けられるようになった。2003年には国家母子保険はユニバーサル母子保険と名称が変更され、社会保険や民間の施設でも適用されるようになった。妊産婦死亡率や幼児死亡率は近年(2019)の経済成長によって減少しつつあるが、依然として人口1万人あたりの医師数は中南米域内の平均を大きく下回っており、病院の数・人材・機材・薬品も不足している状態が長く続き、栄養失調などの問題が残っていた。こうした状況を踏まえ、政府は2019年3月に全国統一医療システムを導入し、ユニバーサル・ヘルス・カバレッジの拡大に取り組んでいる。具体的には全国民の保健サービスへのアクセスを目標とし、妊産婦死亡率を現状より50%削減し、幼児死亡率については現状より30%削減するとしている。

#### 医療体制の課題
ユニバーサル・ヘルス・カバレッジ拡大の政策によって医療設備の数は増加しており、新しく導入された国民皆保険により、国民の51%が無料診療を受けられるようになった一方で、患者数の急増に病院のインフラが追いつかず、十分な医療サービスを提供できない病院もある。そのため、より多くの機材や医師を病院に配置することが求められている。

## 社会福祉

### 年金
2008年2月1日、前年の11月に成立した新年金法が施行され、無年金者への「尊厳ある年金」の支給が始まった。この政策は、資源主権の確立を通じて様々な社会政策を実施しているベネズエラや、無年金救済制度をつくったアルゼンチンなどの経験に学んだものである。財政的裏付けは、天然ガス国有化による国家収入の増大である。60歳以上の無年金者は年2,400ボリビアーノス（約35,500円、最低賃金の4.6か月分）、何らかの国の年金を既に受けている人は1,800ボリビアーノスが支給される。約70万人が受給する見通しである。

## 文化

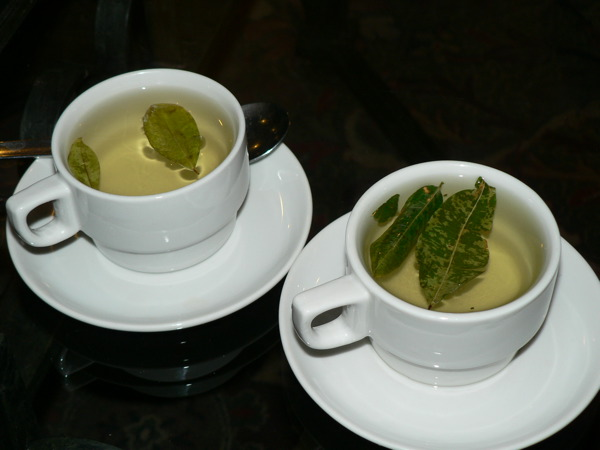
伝統的なコカ茶。高地で生きるボリビア人にとってコカは必需品である。

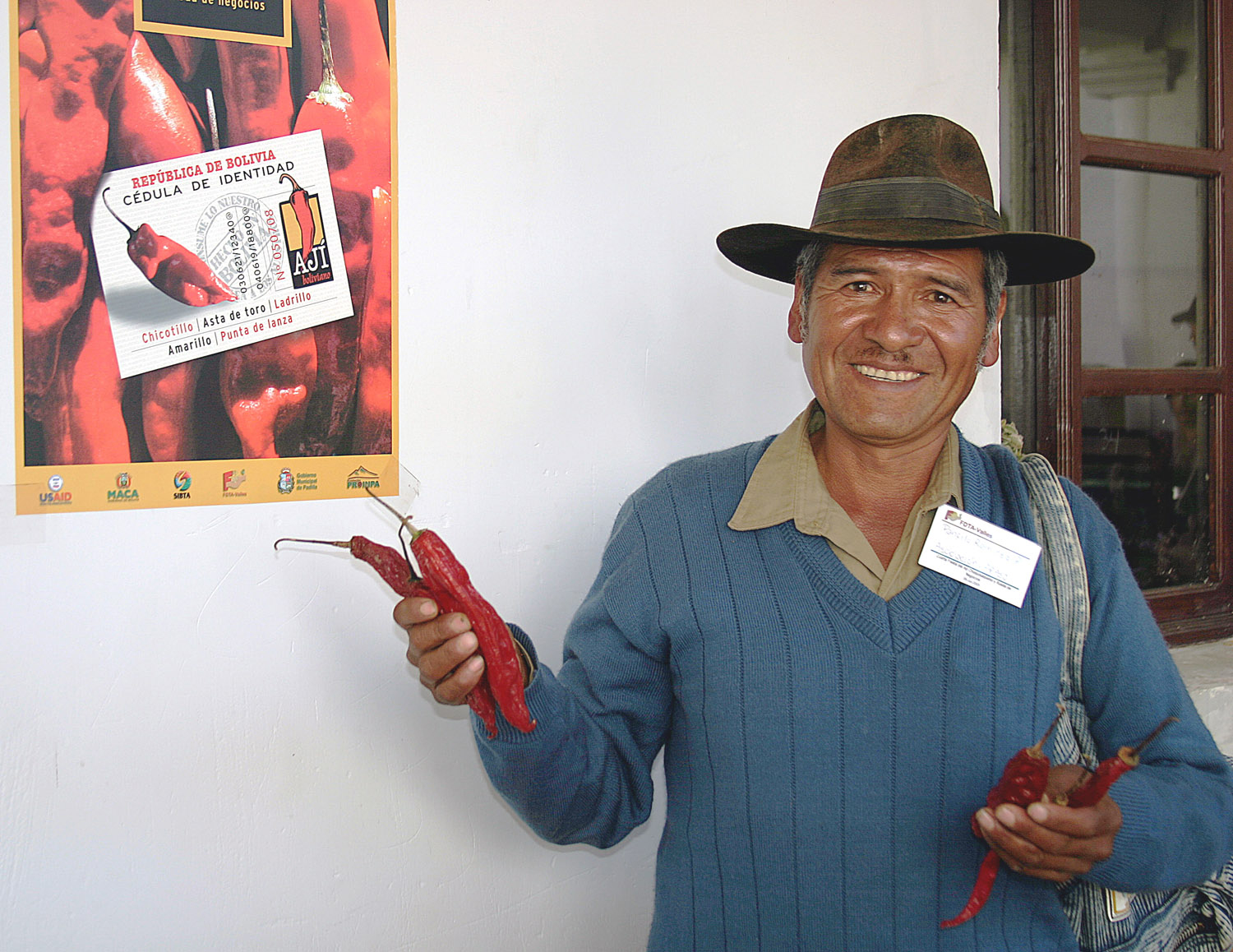
チリを手にしたボリビア人

プレ・インカ期やインカ帝国の文明圏ではケチュアがアイマラを支配する形で一体化は進み、スペイン統治下のペルー副王領やリオ・デ・ラ・プラタ副王領の勢力圏などでもアルト・ペルーと呼ばれ、ペルーとボリビアはほぼひとまとまりの地域として扱われてきたため、現在でも両国は文化的に近い関係にある。
例えば、アンデス地方を特徴づける文化として世界的に有名なのはフォルクローレであるが、その曲調、使用する楽器などはボリビアとペルーでほぼ同じであり、これはアルゼンチン北西部とも共通する。スペイン統治時代に広まった伝統的な衣装を着続けるチョリータと呼ばれる女性たちも、両国に共通する特徴的な習俗である。
アンデス地域とアマゾン地域はその気候の大きな違いや町の起こりの経緯の違いにより、互いに文化的な差異を感じているようである。アンデス地方の町の多くはインカ帝国時代の集落がペルー副王領時代に町として興されたものであるのに対し、アマゾン地域の町は植民地時代にはパラグアイ方面から開拓されていったものが多いが、スペイン当局にはほとんど手をつけられず、グランチャコ地方の領有問題なども放置されていた。東部の主要都市サンタクルスが開発されたのも第二次世界大戦前後からである。
俗語では、アンデス地域またはそこに住む人々はコージャと呼ばれ、アマゾン地域またはそこに住む人々はカンバと呼ばれる。
1998年以降、アメリカの指導により、政府はコカ撲滅作戦に取り組んでいるが、国民の6割がコカ常用者とされ、アメリカなどへの密輸も盛んに行われている。

### 食文化
食文化としては、パン、ジャガイモ、トウモロコシを主食とし、副食として主に牛肉と鶏肉を食べる。豚肉は高級な食材とされる。クイと呼ばれる天竺鼠の一種も食用としている。暖かい地方ではユカイモ（キャッサバ）やパパイア・マンゴーなども食べる。内陸国のため、魚介類ではチチカカ湖のトゥルーチャ（鱒の一種）やペヘレイといった川魚が食べられる。海産物は主にチリなどから輸入される。朝には道ばたでパンを売る姿がよく見られ、高地ではサルテーニャが、低地ではクニャペがよく売られている。
第二次世界大戦前後にドイツなどから逃れてきた人たち（戦前はユダヤ人、戦後はナチスの残党）がビールを広めた結果、ラパスでは「パセーニャ (Paceña)」、オルロでは「ウァリ (Huari)」、コチャバンバでは「タキーニャ (Taquiña)」、サンタクルスでは「ドゥカル (Ducal)」など、それぞれの都市を代表するビールの銘柄がある。
ビール以外の酒類としては、スペイン侵略以前から飲まれているチチャという発酵酒や、ブドウの蒸留酒シンガニや、中米から輸入したラム酒のロン（Ron）などが飲まれる。
ボリビア人のチチャにかける情熱は強く、チチャを侮辱したイギリスの公使が、暴君メルガレホによりロバの背中に裸にしてくくりつけられ、スクレの市中を引き回しにされた事件がある。また、アルゼンチンに近いタリハはボリビア屈指のワイン産地であり、ワインも好まれている。

### 文学

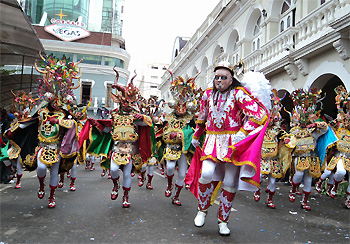
カーニバル

ボリビア文学はインカ帝国時代の先住民の口承文学に根を持ち、植民地期にもバルトロメ・アルサンス、パソス・カンキ、フアン・ワルパリマチなどの作家がいた。19世紀の独立後、ロマン主義の時代にはマリア・ホセファ・ムヒア、リカルド・ホセ・ブスタマンテ、アデラ・サムディオなどがいる。
20世紀初めになるとアルシデス・アルゲダスの『ワタ・ワラ』や『青銅の種族』により、インディオの困窮やキリスト教会の腐敗を告発したインディヘニスモ文学が始められた。このころの作家にはオスカル・セムートやガブリエル・レネ・モレーノなどがいる。現在において活躍する作家としては、エドムンド・パス・ソルダンや日系ボリビア人のペドロ・シモセが特に有名である。

### 音楽

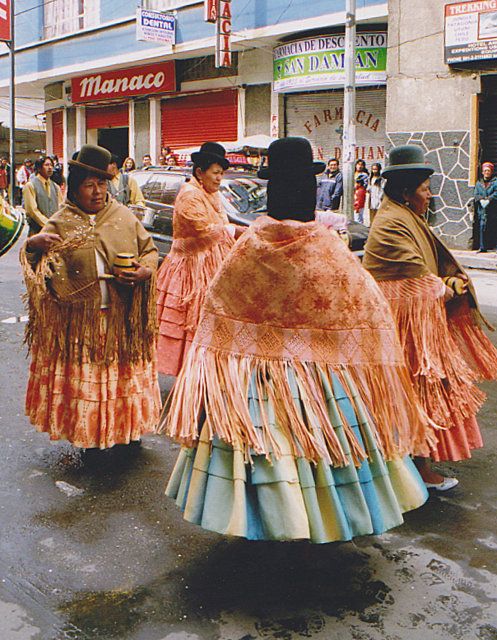
ダンスをするボリビアの女性たち

ボリビアの音楽は土着の音楽が発達したアウトクトナ音楽と、ヨーロッパから持ち込まれた音楽を基盤に都市で発達したクリオージャ音楽に大きく分けられるが、どちらもフォルクローレと呼ばれる。ボリビア全体がフォルクローレの里と呼ばれるが、特にオルロとポトシが有名である。オルロでは年に一度、ユネスコの無形文化遺産にも登録されているカルナバル（カーニバル）が行われるが、これはクスコ、リオデジャネイロと並んで南米三大祭りの一つといわれる。主なリズムとしてはワイニョ、クエッカ（クエッカ・ボリビアーナ）、バイレシートなど。
『我が祖国ボリビア』というクエッカの曲は第2国歌と呼ばれている。ペルーやチリなど周辺国のフォルクローレにも使われるチャランゴはボリビア起源の楽器である。ポトシやその近くのチュキサカの田舎町などには、スペイン侵略以前の習俗を色濃く残しているものと思われる、特異な歌や踊りをいまでも見ることができる。ノルテ・ポトシのプトゥクンという歌や、タラブコの祭りなどがその例である。
ポピュラー音楽の世界ではクリオージャ音楽とアウトクナ音楽は相互に影響し合い、従来のフォルクローレとロックやジャズのクロスオーバーも盛んである。コロンビア生まれのクンビアも広く聴かれている。

### 映画
ボリビアにおいて初めて長編映画『ワラ・ワラ』を撮影したのはホセ・マリア・ベラスコ・マイダーナであり、1930年のことだった。その後1953年にボリビア映画協会が設立され、ホルヘ・ルイスらが活躍した。1966年にはホルヘ・サンヒネスを中心にウカマウ集団が結成され、日本でも現代企画室と太田昌国の協力により『地下の民』（1986年）などが公開された。

### 世界遺産
ボリビア国内には、ユネスコの世界遺産リストに登録された文化遺産が6件、自然遺産が1件ある。

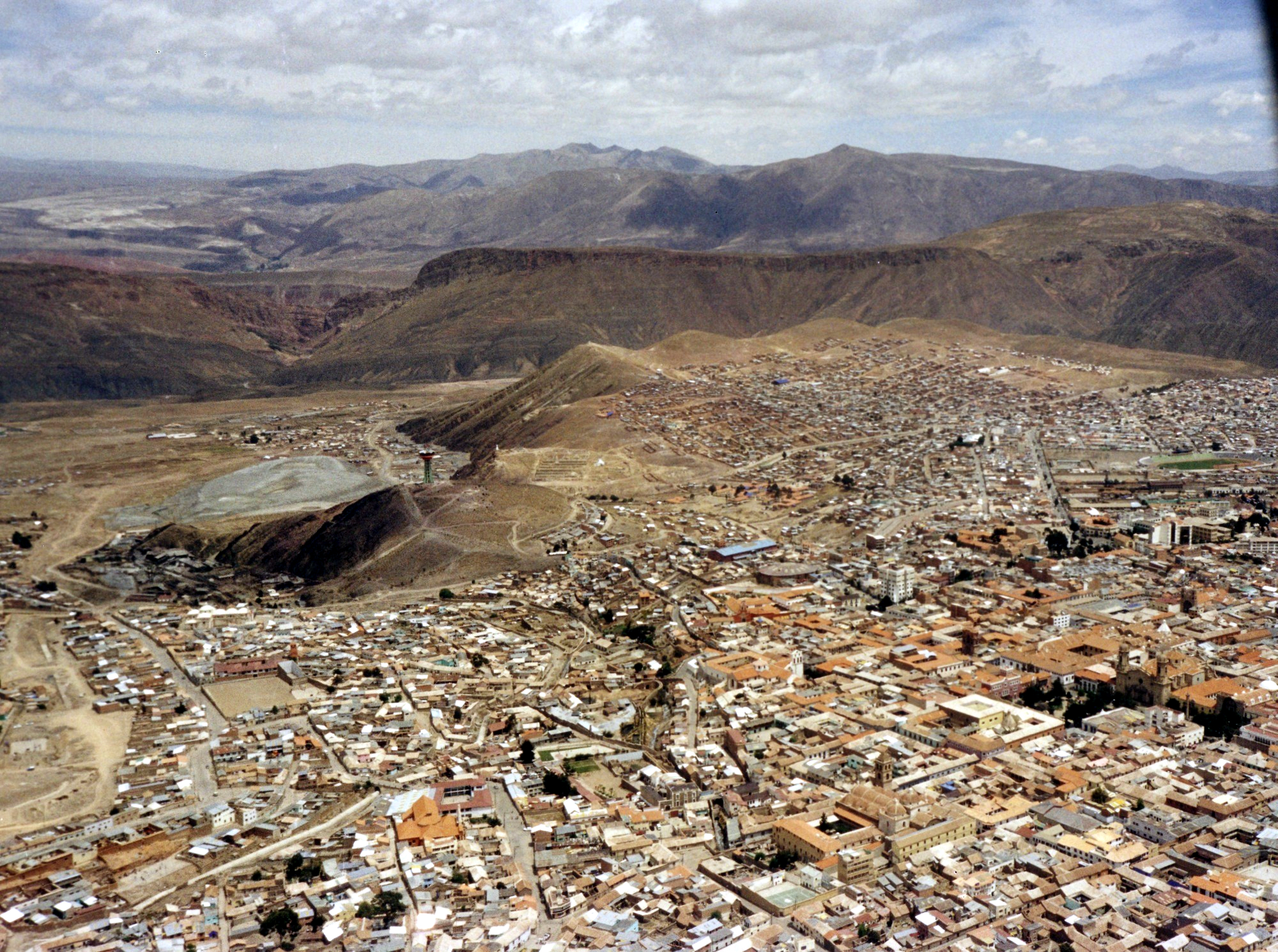
ポトシ市街 （1987年）
チキトスのイエズス会伝道所群 （1990年）
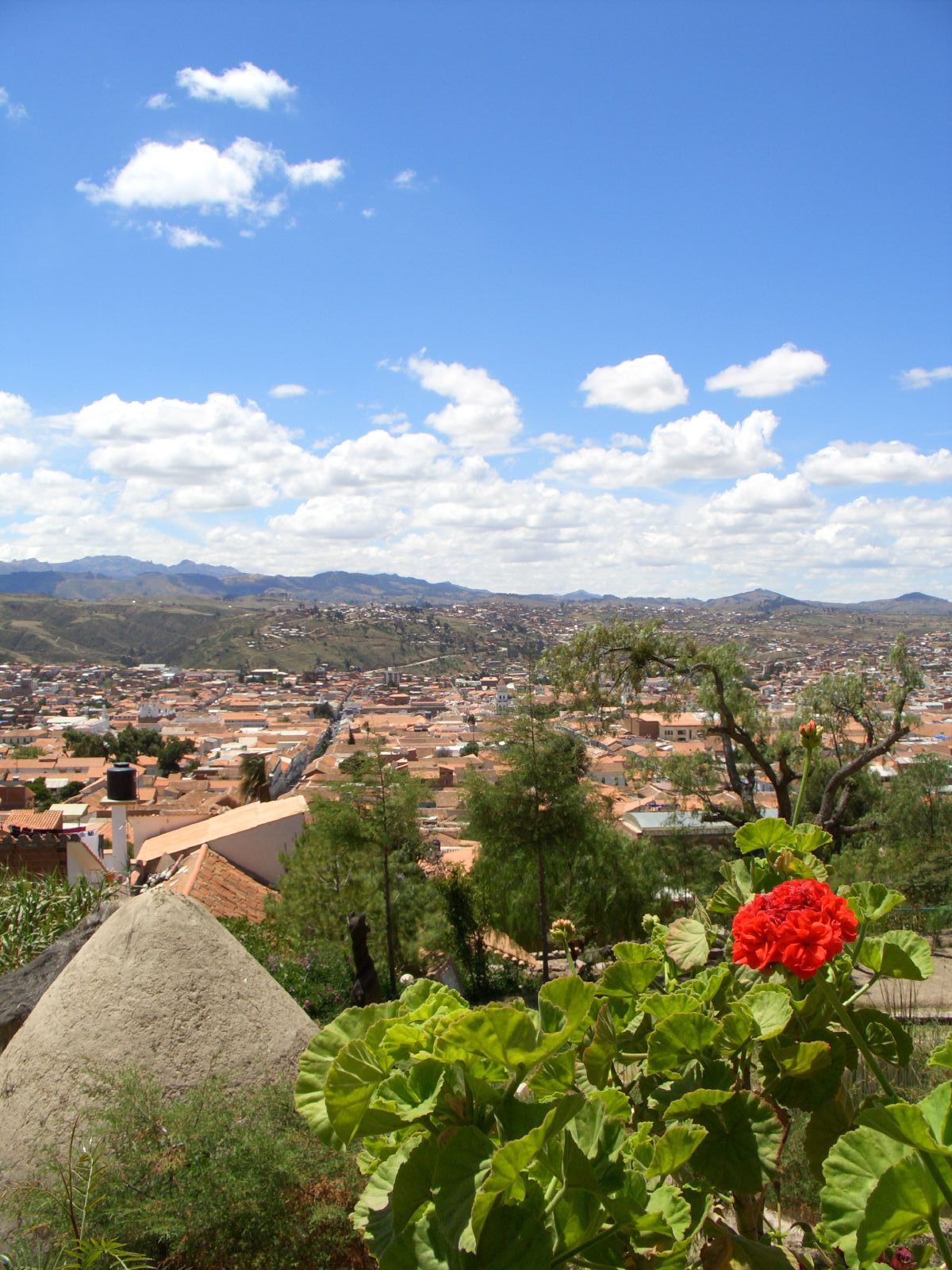
古都スクレ （1991年）
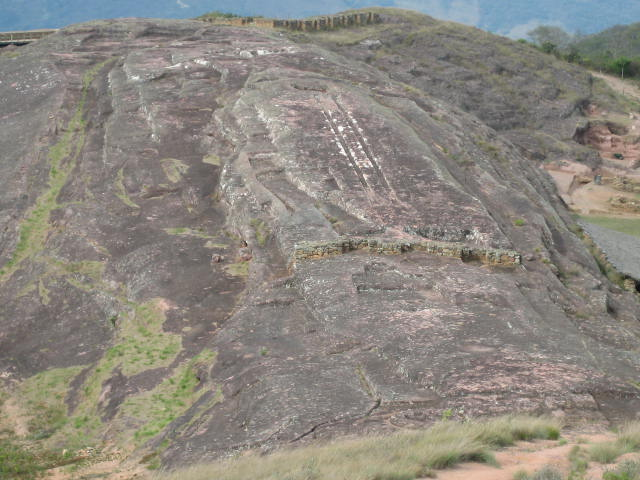
サマイパタの砦 （1998年）
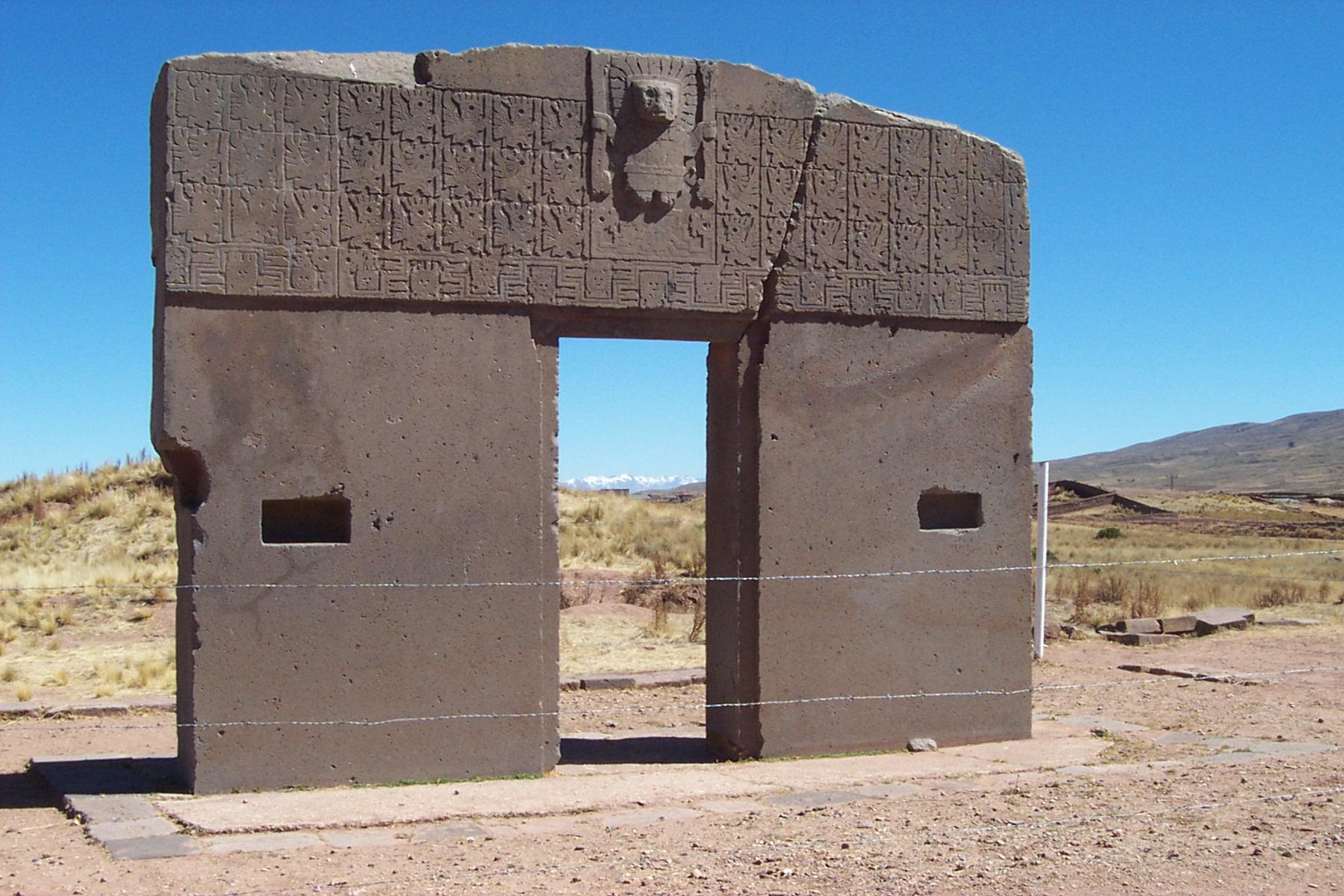
ティワナク:ティワナク文化の宗教的・政治的中心地 （2000年）
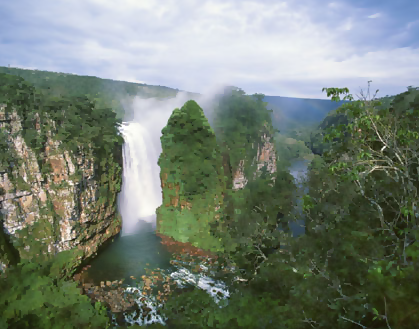
ノエル・ケンプ・メルカード国立公園 （2000年）

ボリビアの無形文化遺産
- オルロのカーニバル（2001年）
- カリャワヤのアンデスに関する宇宙観（2003年）

### 祝祭日
| 日付     | 日本語表記             | 現地語表記                         | 備考                                          |
| -------- | ---------------------- | ---------------------------------- | --------------------------------------------- |
| 1月1日   | 元日                   | Año Nuevo                          | -                                             |
| 移動祝日 | 謝肉祭（カーニバル）   | Carnaval                           | 2005年は2月7日-8日                            |
| 移動祝日 | 聖金曜日               | Viernes Santo                      | 2005年は3月25日                               |
| 5月1日   | 労働者の日（メーデー） | Día del Trabajo                    | -                                             |
| 移動祝日 | 聖体の祝日             | Corpus Cristi                      | 2005年は6月9日。 聖霊降臨節の10日後の木曜日。 |
| 8月6日   | 独立記念日             | Aniversario Patrio                 | -                                             |
| 11月1日  | 諸聖人の日             | Todos Los Santos                   | -                                             |
| 12月25日 | クリスマス             | Navidad                            | -                                             |
| 2月10日  | オルロ県の日           | Aniversarios Cívicos de Oruro      | オルロ県のみ                                  |
| 4月15日  | タリハ県の日           | Aniversarios Cívicos de Tarija     | タリハ県のみ                                  |
| 5月25日  | チュキサカ県の日       | Aniversarios Cívicos de Chuquisaca | チュキサカ県のみ                              |
| 7月16日  | ラパス県の日           | Aniversarios Cívicos de La Paz     | ラパス県のみ                                  |
| 9月14日  | コチャバンバ県の日     | Aniversarios Cívicos de Cochabamba | コチャバンバ県のみ                            |
| 9月24日  | サンタ・クルス県の日   | Aniversarios Cívicos de Santa Cruz | サンタ・クルス県のみ                          |
| 10月1日  | パンド県の日           | Aniversarios Cívicos de Pando      | パンド県のみ                                  |
| 11月10日 | ポトシ県の日           | Aniversarios Cívicos de Potosi     | ポトシ県のみ                                  |
| 11月18日 | ベニ県の日             | Aniversarios Cívicos de Beni       | ベニ県のみ                                    |

### スポーツ
サッカー
ボリビア国内でも他のラテンアメリカ諸国と同様、サッカーが圧倒的に一番人気のスポーツとなっており、1950年にサッカーリーグのプリメーラ・ディビシオンが創設された。ボリビアサッカー連盟（FBF）によって構成されるサッカーボリビア代表は、これまでFIFAワールドカップには3度出場しているが、全大会でグループリーグ敗退となっている。しかしコパ・アメリカでは1963年大会で初優勝を果たしており、1997年大会では準優勝に輝いている。
代表チームはホームゲームで驚異的な強さを誇っており、ラパスにあるスタジアム「エスタディオ・エルナンド・シレス」は標高が約3,600mもあり、酸素濃度が低いためアウェーチームは度々苦戦を強いられている。